# Реставрація (мистецтво)

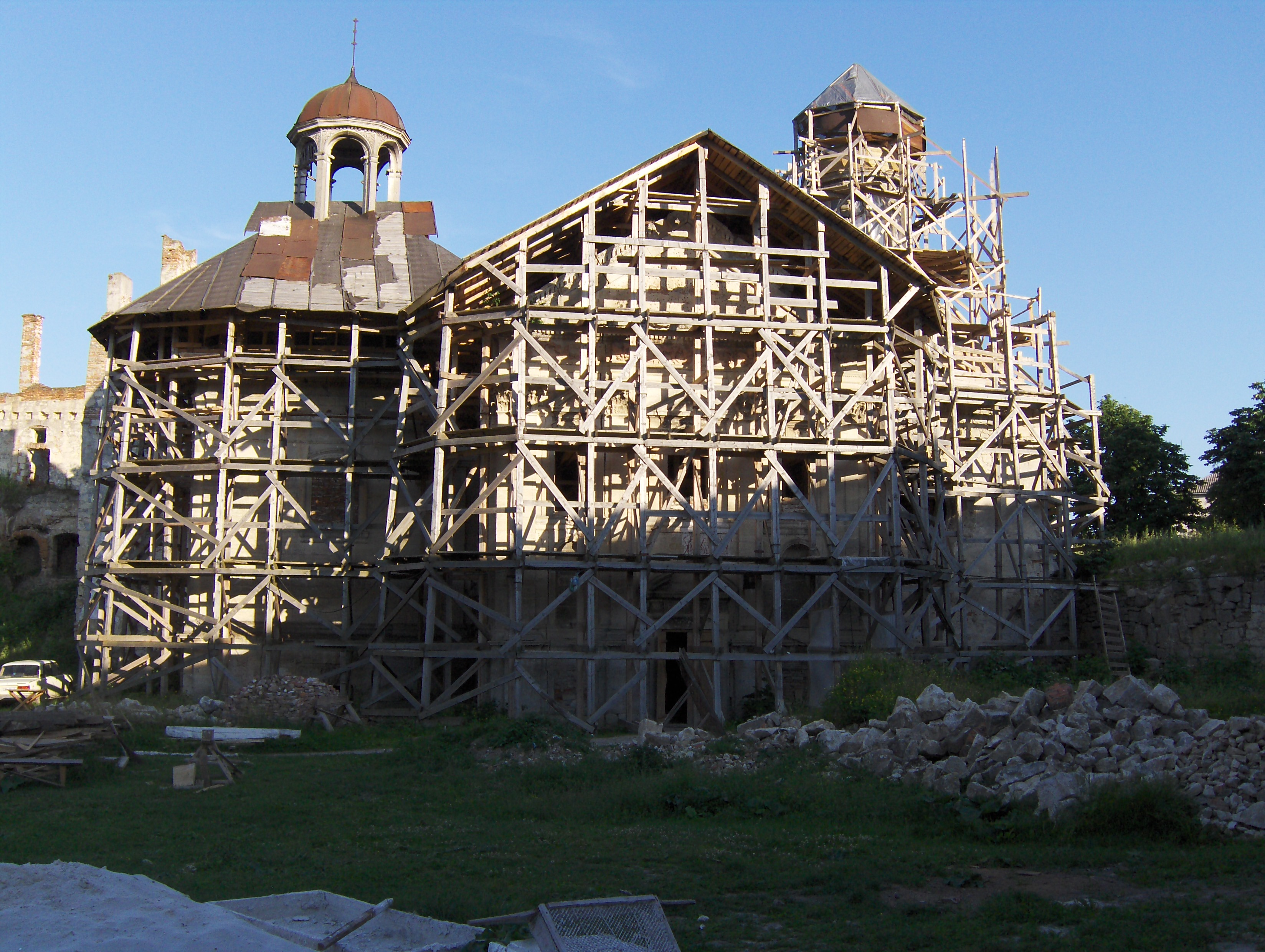
Реставраційне риштування в Бережанському замку, Тернопілля. 2008 рік

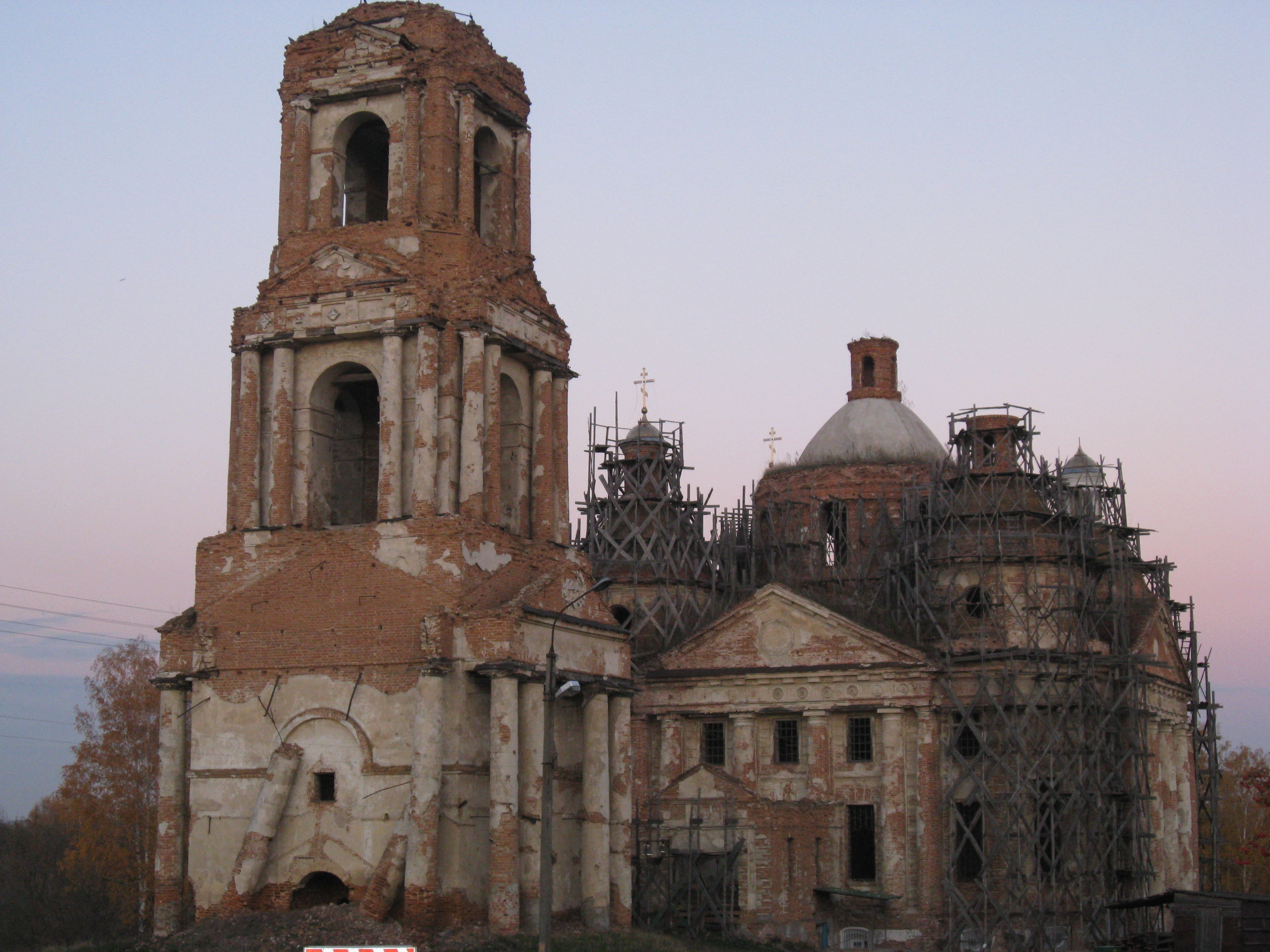
Церква Різдва Богородиці (Юнаківка), Сумська обл, класицизм.

Реставра́ція (лат. restavratio — відновлення) — сукупність рятувальних, відновлювальних і консервативних засобів відносно творів мистецтва (від ювелірної справи до архітектури).
Міжнародна рада музеїв у 1984 році дала визначення терміна «Консерватор-реставратор».

## Класифікація

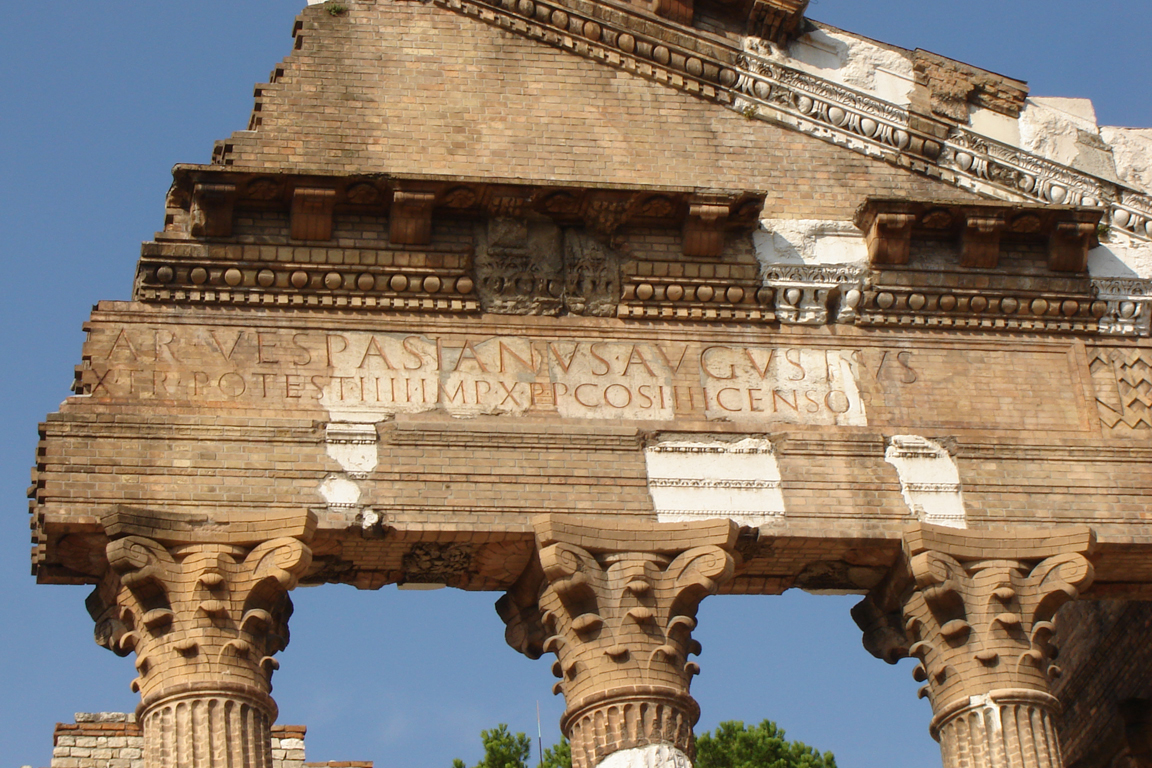
Часткове втручання в оригінальну давньоримську архітектуру з відтворенням частин тексту, Брешія, Італія.

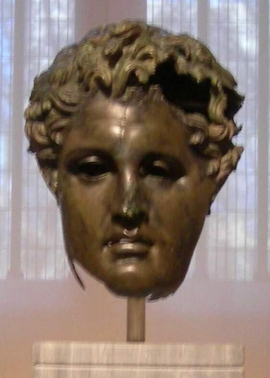
Портрет Гефестіона, пошкоджена скульптура, антична бронза, Музей Прадо, Мадрид

- Музейна реставрація — співіснує з глибоким дослідженням об'єкта, технологій і засобів його створення, дбайливим втручанням в матеріал, використанням засобів консервації і збереження. Повного відновлення об'єкта може не бути через відсутність подібного ж матеріалу. Пошкоджений, але законсервований об'єкт в музеї часто виставляють поряд з його мальованою реконструкцією (тканина, різьблене дерево, частка скульптури чи архітектурна деталь, напис на камені, реконструкція повного зображення пошкодженого механізму, історичного костюму тощо). Відсутність керамічних фрагментів доповнюють тонованою масою без відновлення малюнка на реставрованих частинах. Досить повно реставрують олійний живопис у випадках значного збереження авторського шару на полотні. Доповнені частини і засоби втручання фіксуються в документах, що зберігаються. У випадках неможливості відновити первісні вишиті візерунки на тканих завісах його відтворюють аквареллю, що дає змогу при необхідності швидко зняти реставраційне втручання (штори в палаці Петергофа тощо). Музейна реставрація не зорієнтована на отримання матеріальних прибутків.
- Комерційна реставрація — часто зупиняється на оновленні об'єкта чи поверненні йому товарного вигляду. У випадках прихованих реставраційних майстерень об'єкт (стародавні меблі) — можуть бути розібраними і доповненими сучасними частинами в стилістиці оригіналу). Комерційна реставрація в цих випадках стає на шлях створення фальшивих виробів з додачею оригінальних частин заради прибутку. Комерційна реставрація також зорієнтована на отримання швидких матеріальних прибутків.

## Історія

### Античність
Перші відомі спроби реставрації архітектури в Європі відомі з часів античності. Спроби ремонту й відновлення храмів робили через пошкодження їх у часи війни чи природних лих (наприклад, після землетрусів). Слабка розвиненість технологій зводила реставрацію до звичного оновлення, ремонту, іноді досить повного відтворення пошкодженого об'єкту. Такою реставрація залишалась і впродовж XV–XVII століть.

### Доба італійського відродження
Доба італійського відродження характеризувалась палким захопленням античністю, її вивченням, першими значними спробами реставрацій — мармурових скульптур, залишків античних споруд. В Римі XVI століття почали активно розкопувати руїни. Серед знахідок була і антична скульптурна група «Лаокоон», реставрацію якої доручили скульпторові Баччо Бандінеллі. Зробив він і мармурову копію скульптури. Копії античних скульптур замолоду робив і Мікеланджело, аби продати як античні оригінали і пережити матеріальну скруту.
Реставрацією сучасних йому ювелірних виробів, часто саме комерційною, займався Бенвенуто Челліні.

### XVIII століття
В XVIII столітті розширились межі як вивчення історії і її об'єктів, так і кількість речей, що підлягала реставрації. Традиційну ланку реставрації стародавнього або пошкодженого живопису чи скульптури займали художники та скульптори. Відомі випадки реставраційних доповнень античної та сучасної скульптури майстрами в Італії та російськими кріпаками в садибах вельмож (антична голова зі збірки Останкіно (садиба)). До речей, що підлягали реставрації, віднесли коштовні вироби французької порцеляни. До XX ст. дійшли зразки французької порцеляни XVIII ст. зі збірок родини Юсупових, коли розбиті блюдця запаяли золотом, не бажаючи втратити навіть фрагменти порцеляни.

### XIX століття

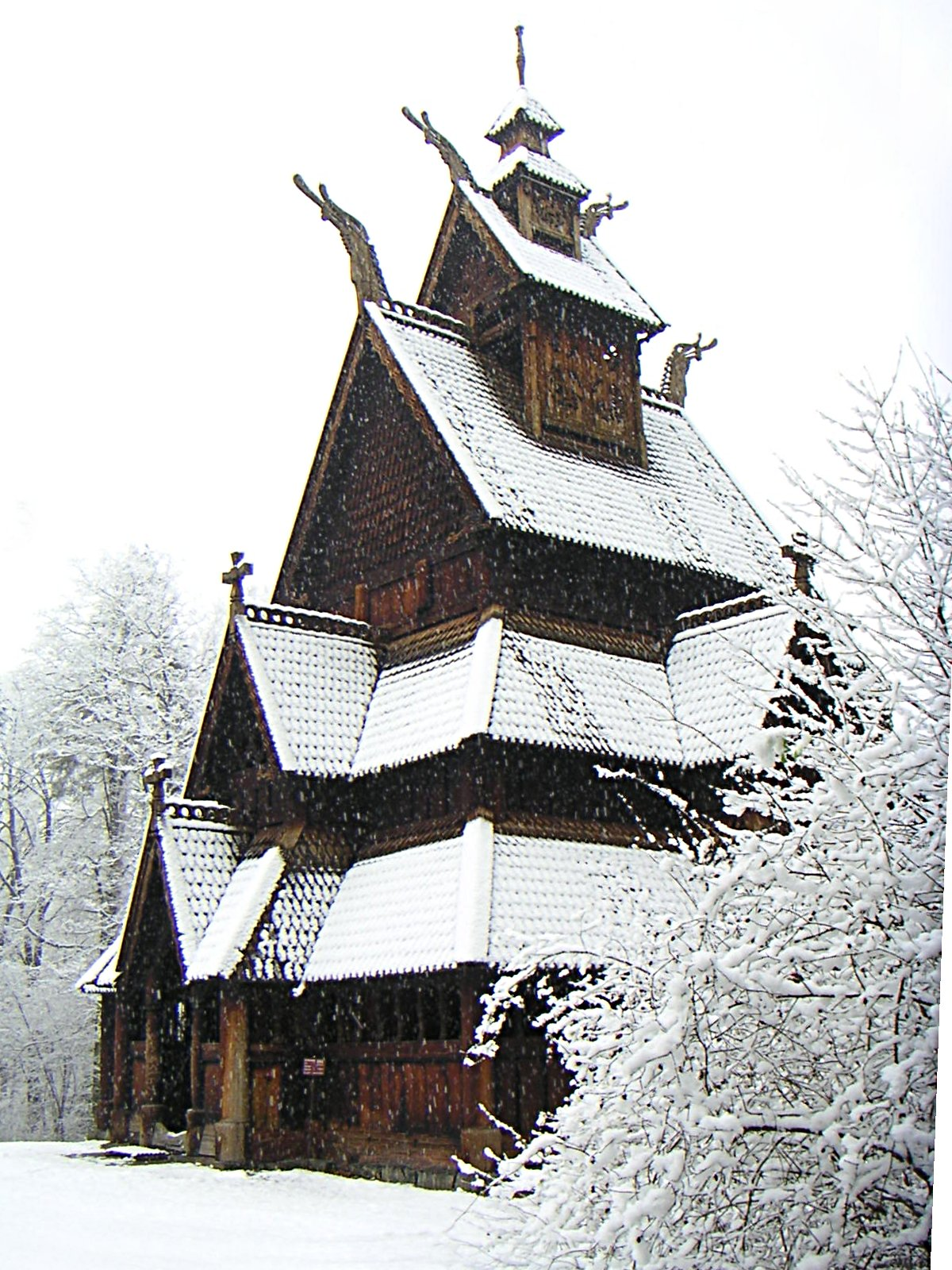
Ставкірка з Гола, що перенесена в Норвезький музей історії культури, місто Осло. Зразок скандинавської дерев'яної архітектури.

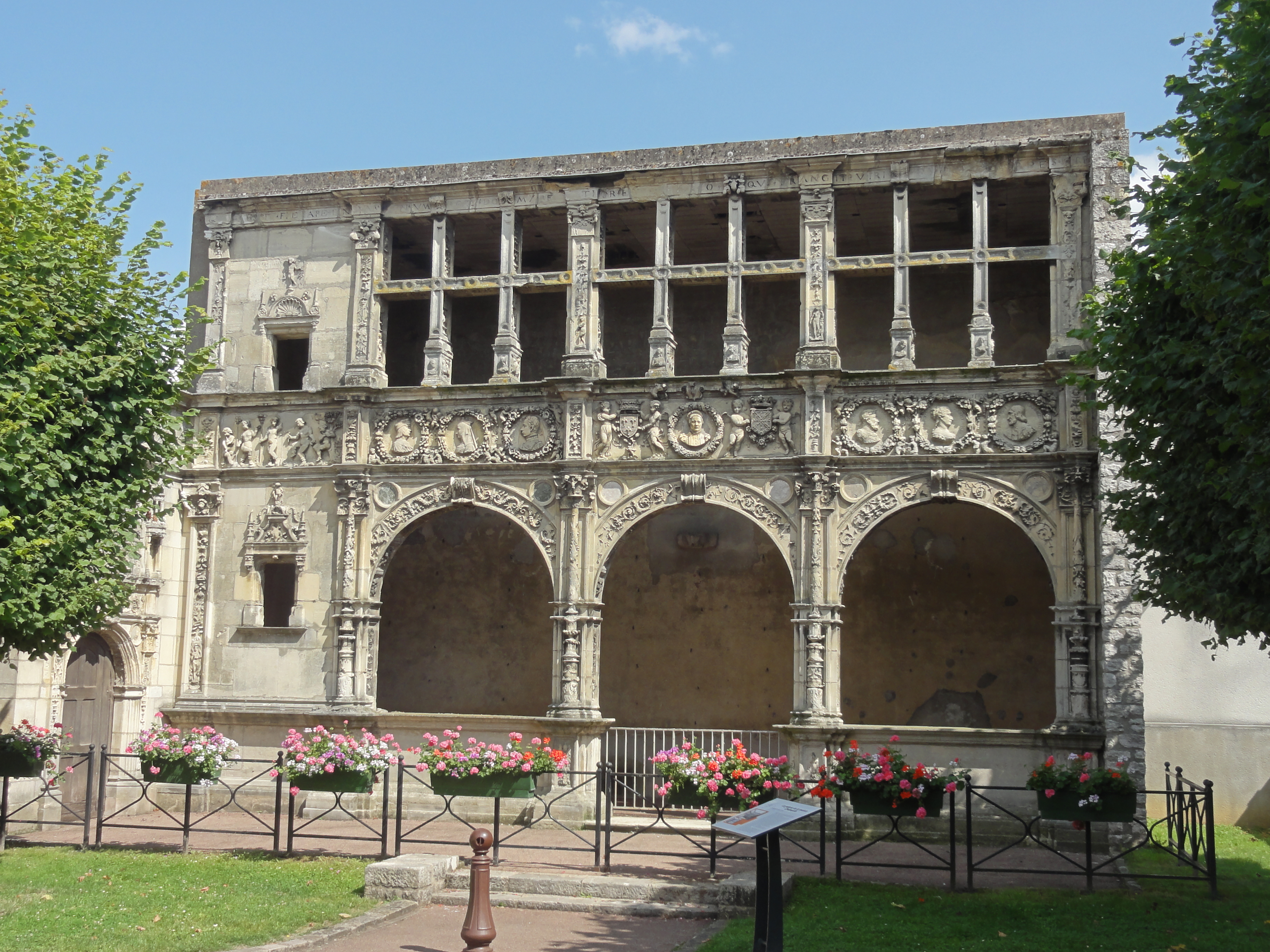
Так званий будинок короля Франциска І після відновлення у містечку Море-сюр-Луен.

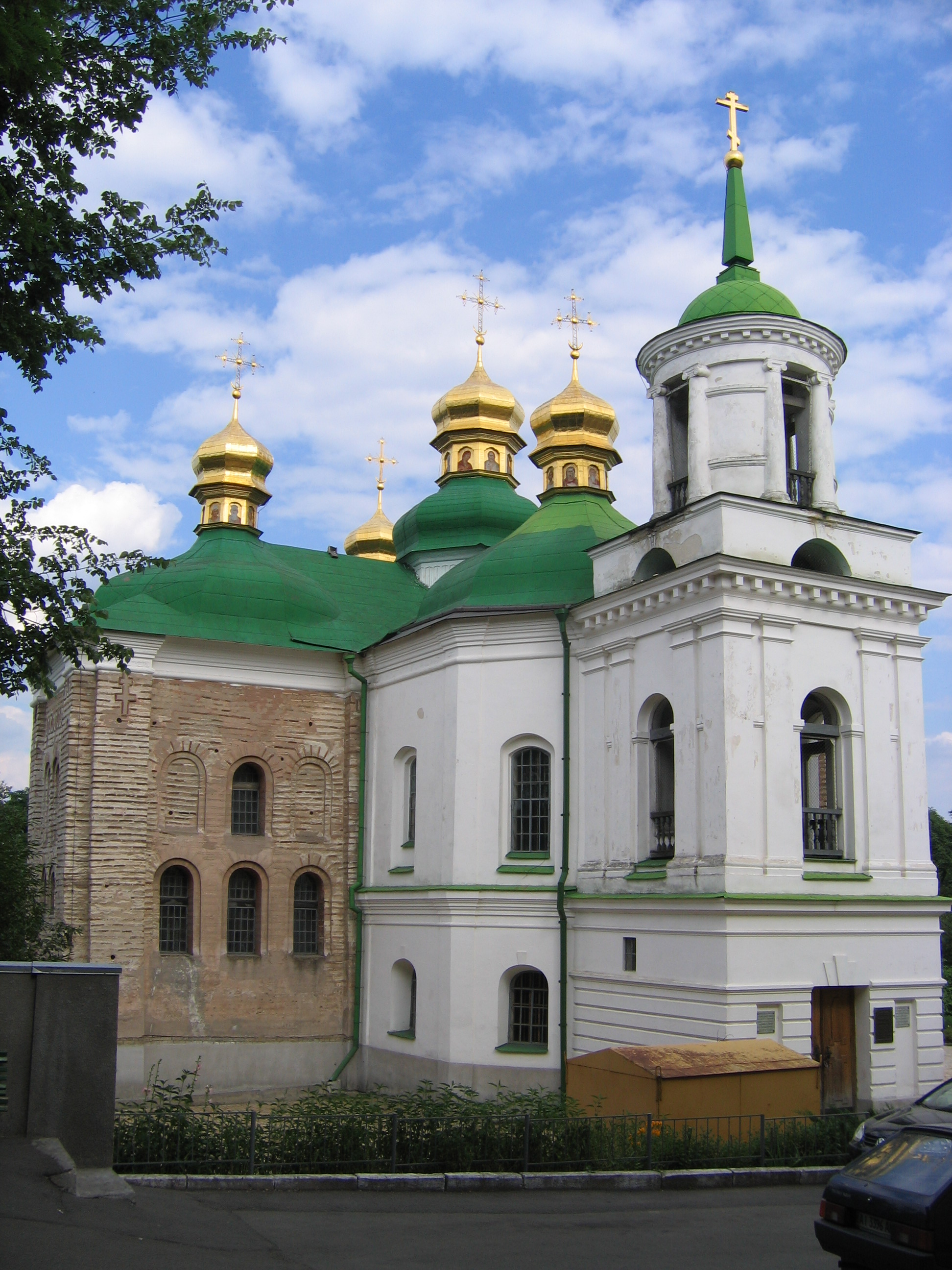
Церква Спас на Берестові, реставраційні розкриття найдавніших частин храму

Наукова і музейна реставрація формується як окрема дисципліна в середині XIX століття. В добу романтизму у Франції і Британії посилилось вивчення історії, пройшла переоцінка цінностей. До історично цінних епох тоді залучили не тільки античність чи відродження, а й середньовіччя, готику, бароко, рококо, національну дерев'яну архітектуру, фольклор, декоративно-ужиткове мистецтво.
До унікальних об'єктів старовини ставляться то обережно, то недбало навіть у самій Франції. 1824 року проведене рятування так званого будинку короля Франциска І. Кам'яна споруда була вибудована ще 1523 року як мисливський палацик неподалік королівської резиденції Фонтенбло. 1824 року мисливський палацик обережно розібрали на камінці, котрі перевезли у Париж, а потім знову відбудували у містечку Море-сюр-Луен (департамент Сена і Марна) при збереженні історичного вигляду. Навпаки, реконструкція плану Парижа, що проведена за часів барона Османа, не рахувалась ні з якими історичними пам'ятками будь-якого століття, бо метою були безпека багатіїв і стратегічне завдання перешкодити створенню барикад, безперешкодно прострілювати вулиці на випадок будь-яких народних повстань і заворушень у місті.
Життя продовжується і в містах складаються значні приватні колекції як традиційних живопису чи скульптури, так і речей середньовіччя, рококо, народних пісень, казок тощо. Розквітла антикварна торгівля, а з нею і комерційна реставрація. В межах християнського світосприйняття «… час оцінюють як векторний процес, що має початок і кінець, минуле і майбутнє. Звідси приходить розуміння можливості непоправної втрати тих складових, що формують базис, підмурки культури, логічно постає вимога до обов'язкового їх збереження». Це стає настановою західноєвропейської реставрації взагалі.
В Греції реставрують руїни Парфенону (головний інженер робіт — грецький архітектор Ніколаос Баланос), у Франції реставрацією і відновленням соборів доби готики займається Ежен Віолле-ле-Дюк. Він же дає обґрунтування тодішньої техніки реставрації (вивчення стилю епохи, її технічних засобів тощо). У випадках нестачі оригінальних фрагментів, однак, сам активно втручався в середньовічний об'єкт, доповнюючи його за власною уявою чи навіть покращуючи його зовнішній образ. Пізніше цю сторону методології Віолле-ле-Дюка визнають неприпустимою.
В XIX столітті до пам'яток, що підлягають реставрації, залучили усе розмаїття мистецького та історичного надбання — середньовічні арраси і меблі, вироби в різних матеріалах, величні собори і навіть сади бароко, які у XVIII ст. масово знищували і переробляли на пейзажні парки.
Реставрація в XIX в. розвивалася під впливом археологічної науки, як метод вивчення і відновлення пам'яток минулого в їхньому колишньому вигляді, з точки зору форми. Сучасна реставрація являє собою одну з форм збереження культурного надбання і функціонує в сфері охорони пам'яток.

### XX століття

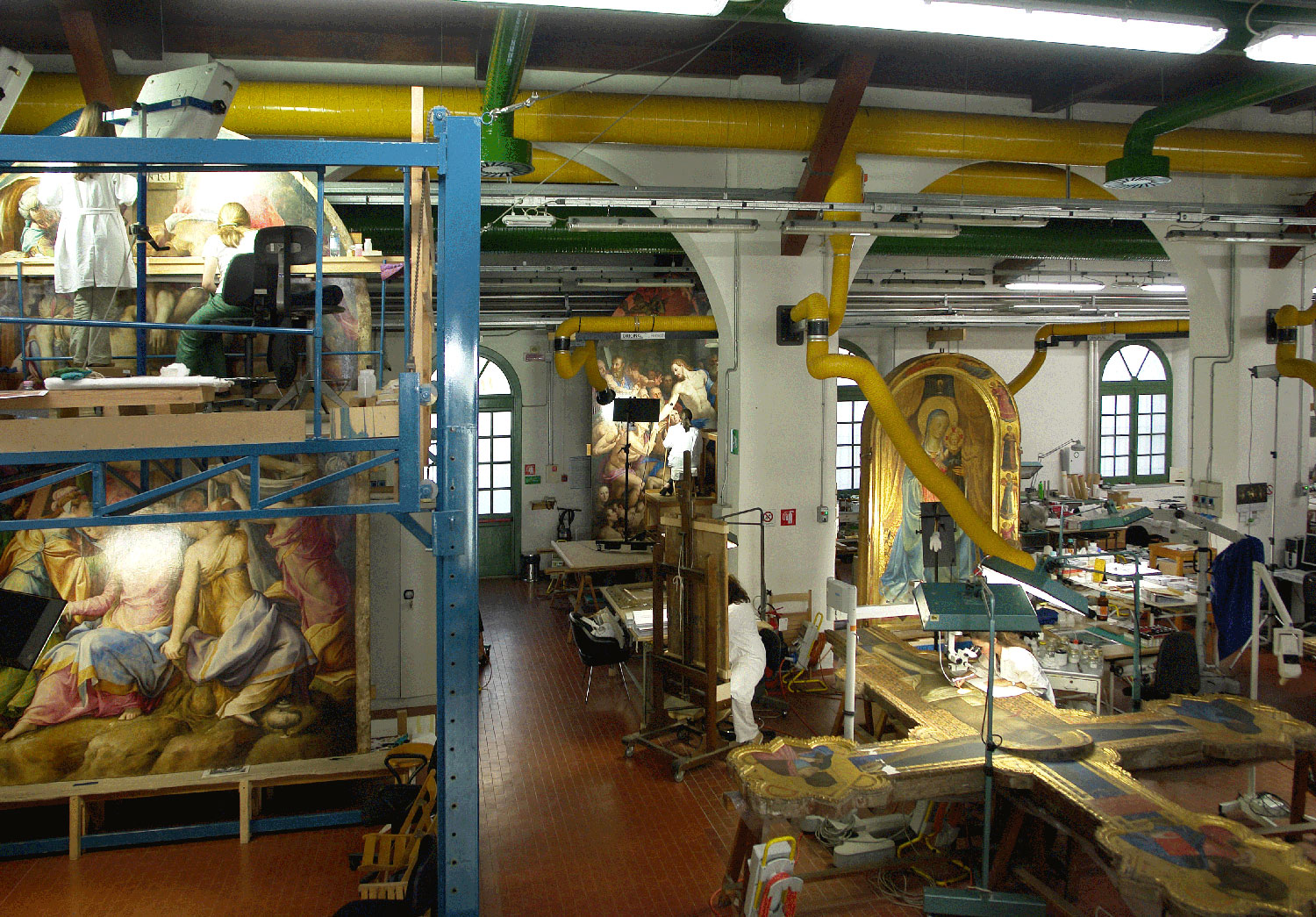
Вищий інститут реставрації і консервації, Флоренця. Фото 2007 року.

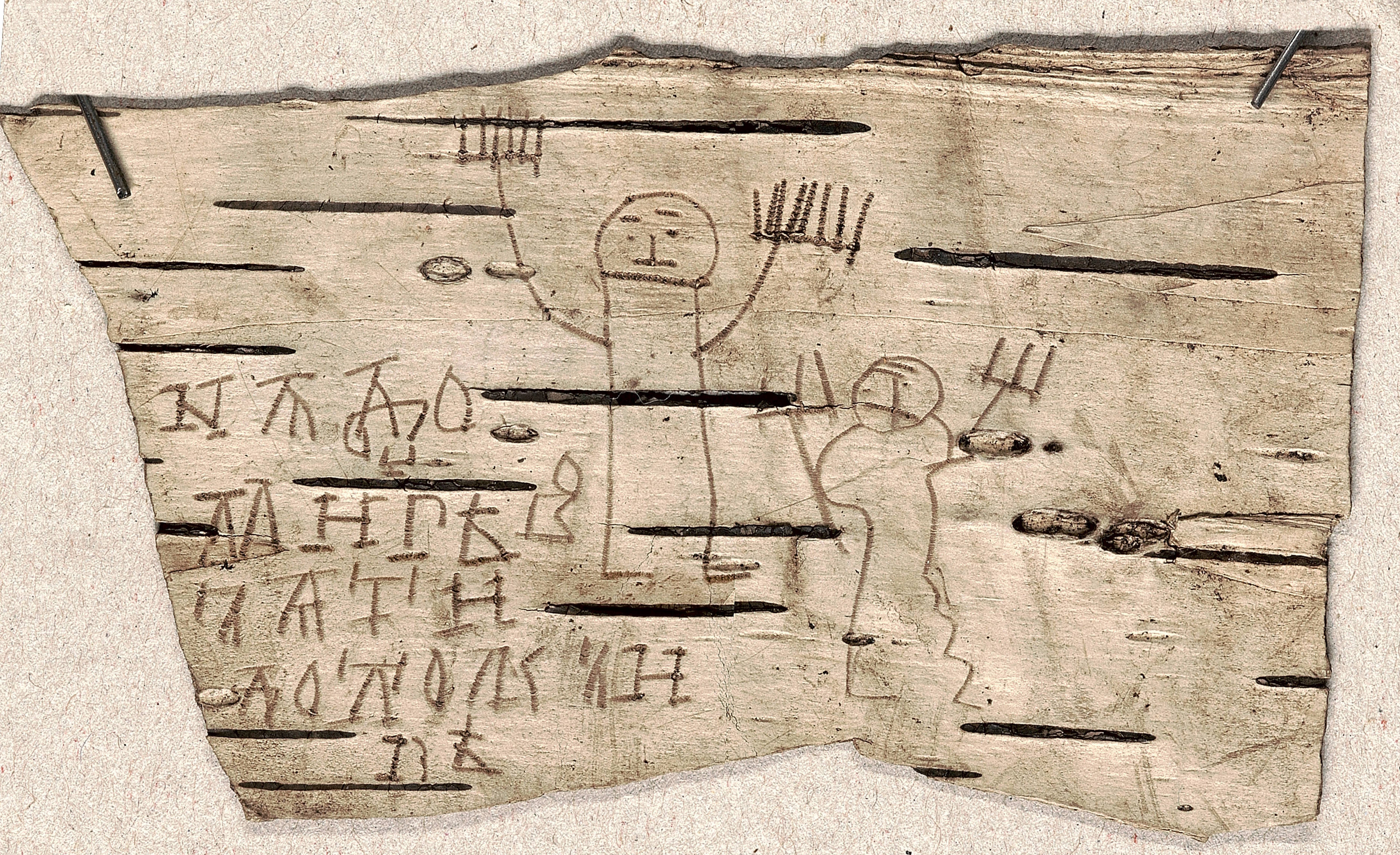
Грамота № 202, хлопчика Онфіма. Новгород, 1240—1260 роки

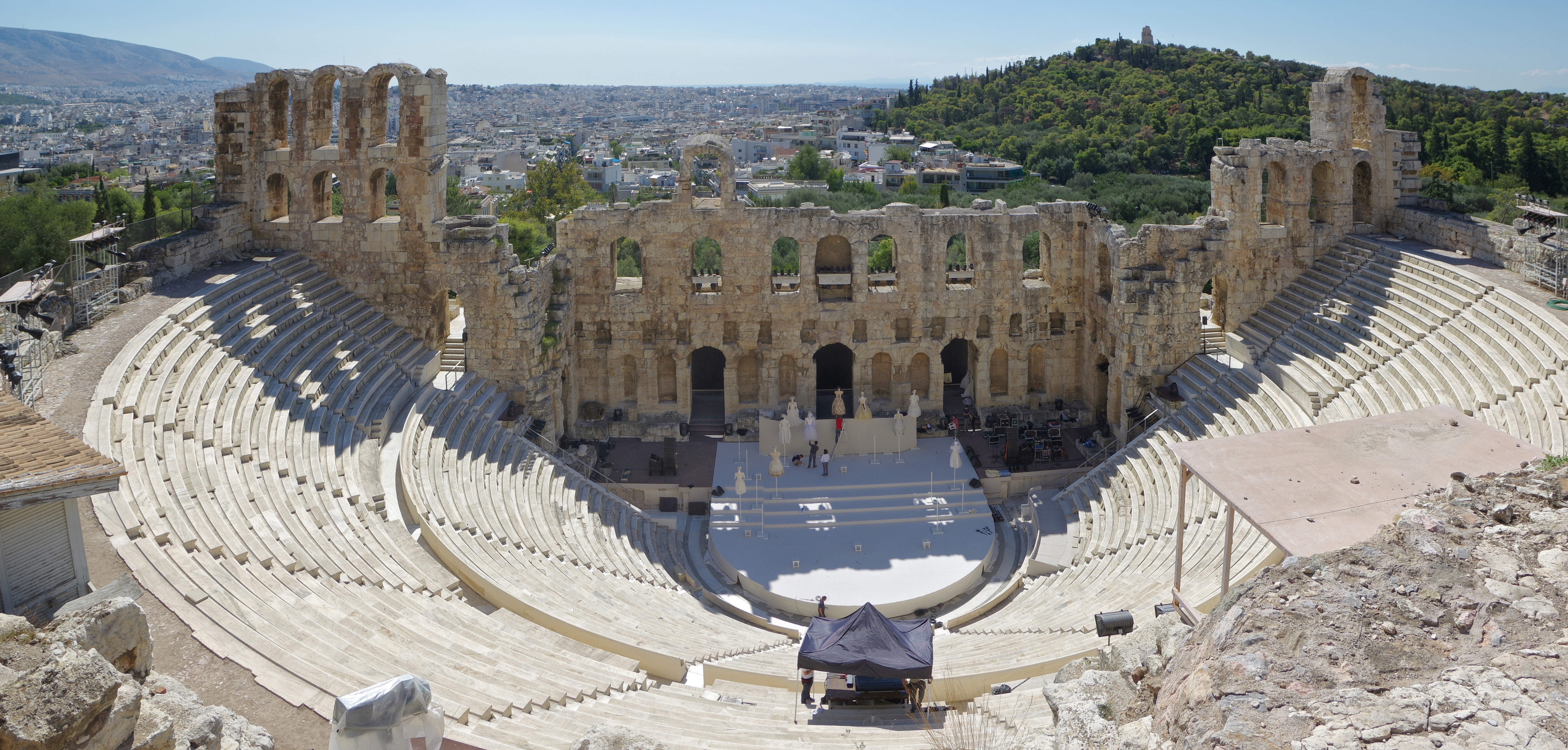
Одеон Ірода Аттичного в Афінах

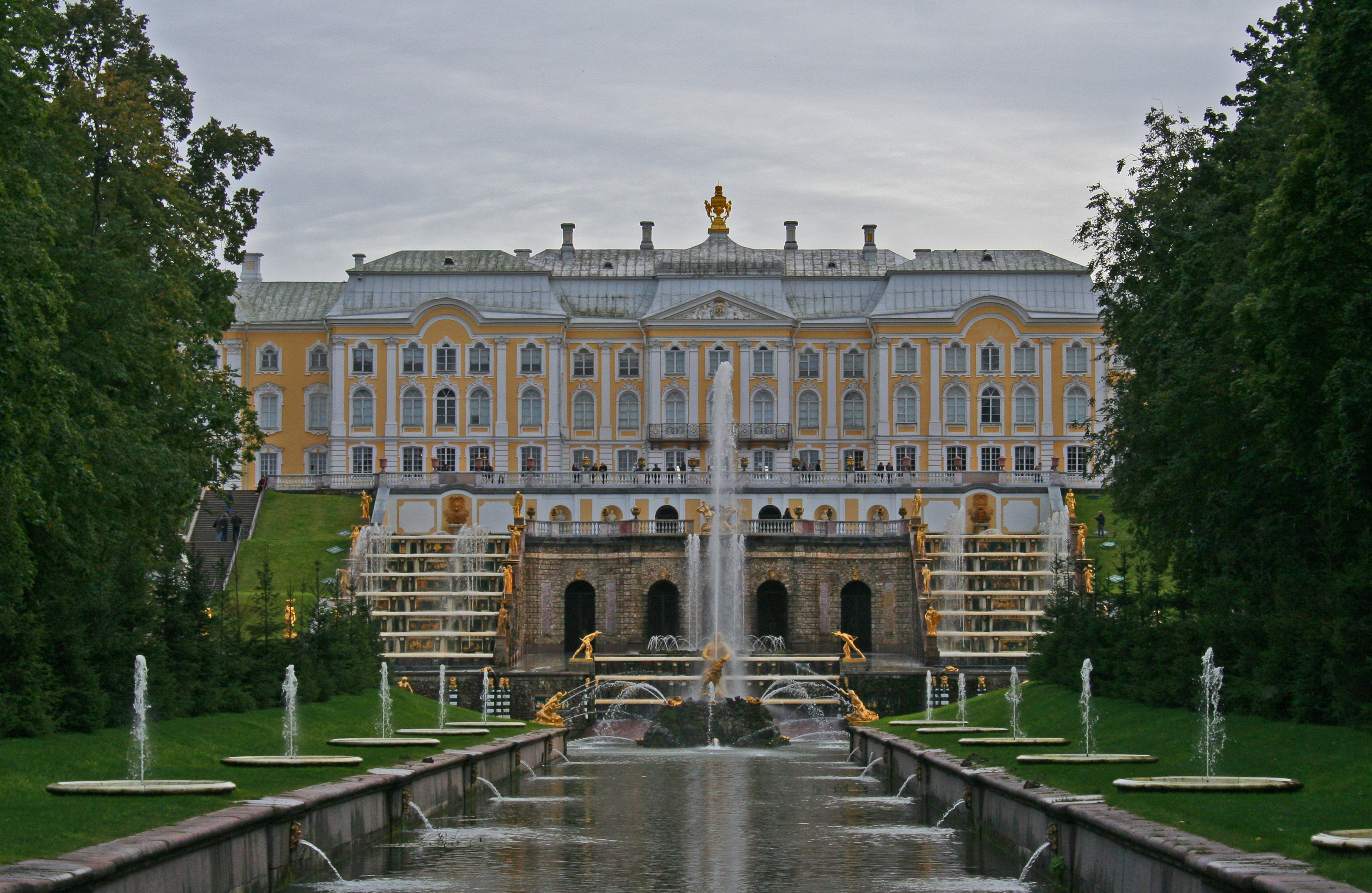
Відновлені з руїн палаци, фонтани і парки, Петергоф (палацово-парковий ансамбль).

Кількість об'єктів реставрації тільки збільшилась. До них додали знахідки при археологічних розкопках на органічних матеріалах (килими, шкіряний одяг з курганів Алтая, новгородські берестяні грамоти), усе розмаїття розбитої кераміки, стародавні фрески церков у Пскові, Новгороді, Флоренції, що були пошкоджені під час повені 1966 р., домонгольські ікони Візантії і Київської Руси, стародруки і гравюри на папері.) З появою і розвитком фоно-, фото- і кіно-документів почалася і їх реставрація. Розвиток хімії, фізико-хімії, апаратних засобів дослідження пам'яток дав можливість консервувати, закріпляти і реставрувати речі, які гинули раніше (обгоріле дерево, вироби з органічних матеріалів, пошкоджені пліснявою стародруки і гравюри тощо).
У 1903–1904 рр. обстеження і реставрацію київської церкви Спаса на Берестові провів П. Покришкін. Він виявив найдавніші частини XI–XII ст., розкрив їх від пізніх нашарувань, але зберіг в ансамблі апсиди і бані XVII ст., дзвіницю XIX ст. тощо.
Проведені розкриття домонгольських ікон і ікон Андрія Рубльова, оригінальний живопис яких ще в XIX столітті не бачили.
Чільне місце в реставрації посіло відновлення і реставрація пам'яток архітектури Європи, що пережила дві світові війни (середньовічні церкви Новгорода, палаци передмість Петербурга, Цвінґер в місті Дрезден, Старе Місто в Варшаві тощо).
Напрямок розвитку реставрації було змінено наприкінці 1940-х рр. Десятиліття (з 1934 по 1944 рр.), коли реставраційні служби СРСР були скасовані, виявилося достатньо, щоб теоретичний і практичний досвід реставрації минулого був забутий. Про це свідчить «Інструкція про порядок обліку, реєстрації та реставрації пам'яток архітектури» 1949, яка визначала цілі реставрації як «відновлення або відтворення пам'ятника в його первинній формі або в іншому вигляді, в якому пам'ятник знаходився на певну науково обґрунтовану оптимальну дату». Реставрація знову пішла шляхом, пройденим нею в XIX ст., відродивши наприкінці 1960-х рр. колишню полеміку про цілі і завдання реставрації.

### Пришвидшення реставрацій і неможливості

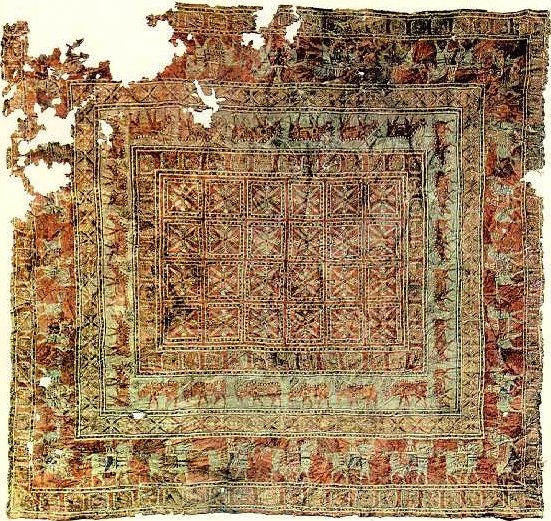
Пазирикський килим, Алтай, Музей Ермітаж. Реставрована частина найдавнішого з нині існуючих килимів.

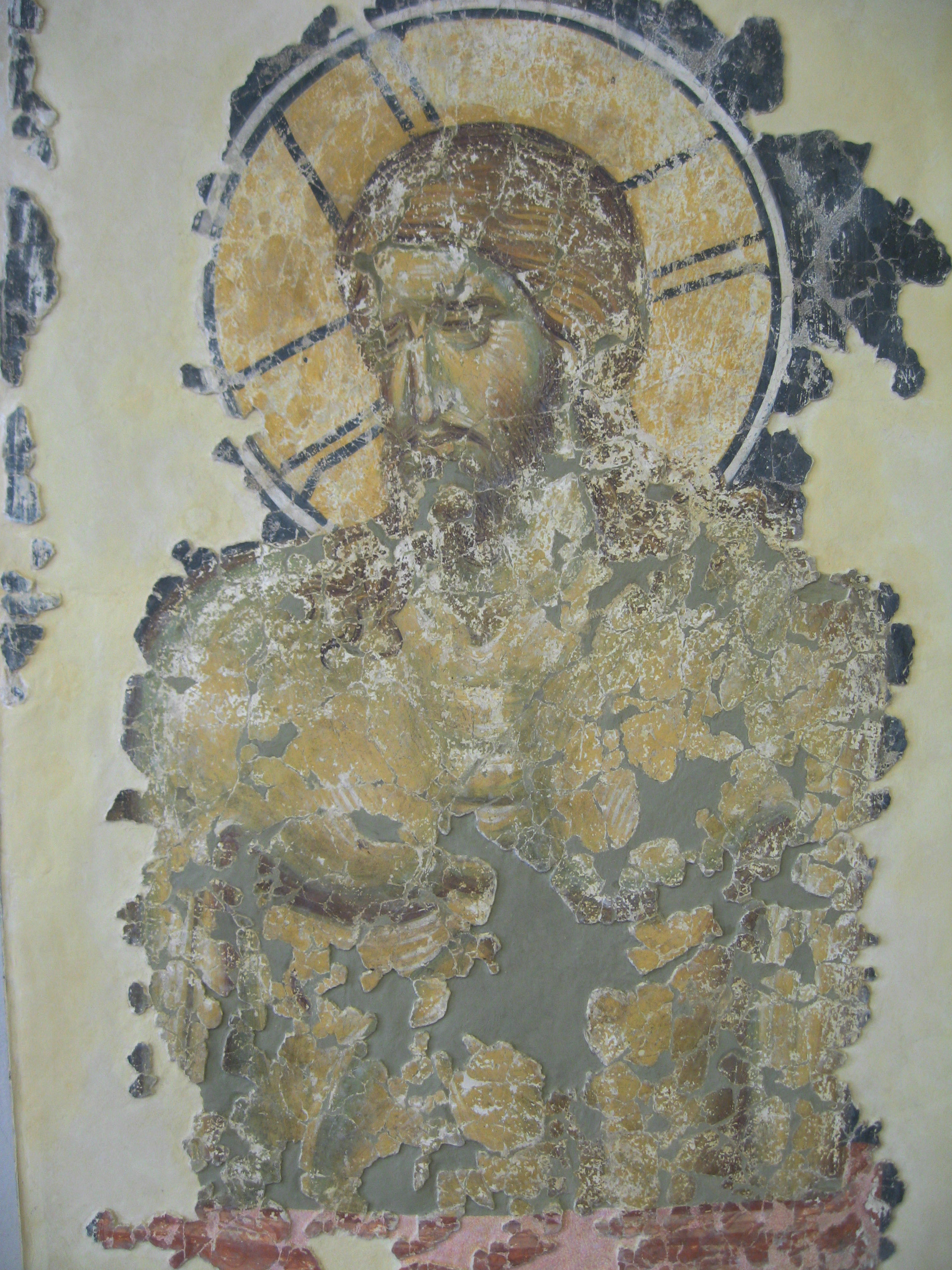
Фреска «Не ридай Мене, Мати». Христос в труні. Частка відновленої Грековими фрески храму Спаса на Ковальові.

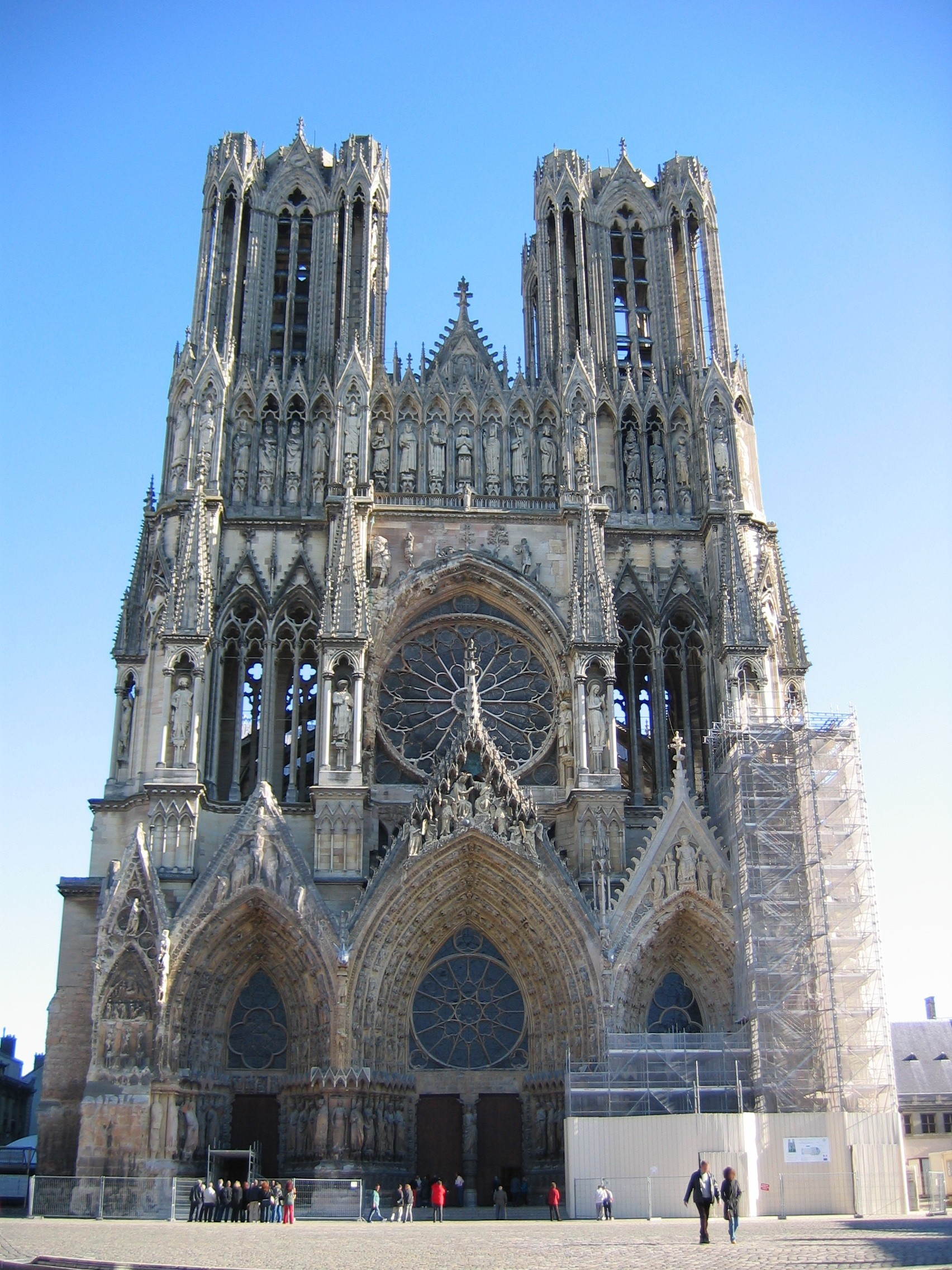
Реймський собор, реставрація західного фасаду.

В XX ст. розпочалася нова реставрація — невдалих реставрацій XVIII–XIX століть — заміна іржавого заліза в скульптурі на безкорозійні сплави, розбирання невідповідних за стилем і невдалих добудов, зняття старих і темних шарів лаку з картин тощо.
Пришвидшення темпів науково-технічного розвитку логічно пришвидшило й темпи реставрацій, віднайдення нових засобів збереження і реставрації пам'яток. Консервація й чистка об'єктів реставрації співіснують з їх дезінфекцією, розміщенням в штучні, неагресивні умови. Особливо цінні експонати отримують герметичні музейні капсули з наповненням інертними газами (новий ковчег-капсула для збереження Мони Лізи Джоконди в Луврі, відмова її транспортування в інші країни на виставки). Методика використана задля подовження «життя» коштовного витвору мистецтва.
Але навіть могутній розвиток науково-технічних досягнень не зняв проблеми неможливості повного відтворення багатьох пам'яток через їх істотну руйнацію і неможливість відтворення оригіналу. Два-три приклади.
- Реставратори Валентина Борисівна та Олександр Петрович Греков (реставратор)и розробили унікальну методику рятування фресок XIV століття з церкви Спаса Преображення на Ковальові в Новгороді, що були зруйновані разом з церквою під час війни з фашистами. З руїн вибрали усі шматки тинькування з розписами і складають їх на новій основі наче мозаїки. Навіть копітке виконання такої реставрації дасть змогу відновити лише 50, можливо 80 відсотків колишніх фресок, але не 100.
- Під час швидкого зняття унікальних мозаїк Михайлівського Золотоверхого собору частка мозаїк просто розсипалась, відновлювати їх не було часу. Роботи виконувались з таким поспіхом, бо радянська влада поспішала з висадженням собору в повітря. Зараз маємо декілька кілограмів оригінальних смальт XII ст., але не маємо ніякої можливості відтворення з них давніх мозаїк. Неможливо зараз відтворити живу, мерехтливу поверхню мозаїк XII століття, їх стародавню методику побудови мозаїки. Макет — як було — створити можемо, оригінальну мозаїку 12 ст. — ні.
- Амфора Полігнота з уламків (Амфора Полігнота (Москва)). Завдяки міжмузейному обміну Музей образотворчих мистецтв імені Пушкіна отримав від Державного історичного музею в Москві давньогрецьку амфору. Колись зклеєна з уламків, вона була нашвидкоруч реставрована, аби надати виробу товарного вигляду і подорожче продати (комерційна реставрація). Вазу придбав якийсь мандрівник з Російської імперії в Італії і вивіз на батьківщину (звична практика для Італії XIX століття). Лише в Музеї образотворчих мистецтв роздивились, що амфора зібрана з різних шматків щонайменше двох посудин. Амфору «розшили» на уламки і відмили від бруду і тонувань-нашарувань, нанесених під час комерційної реставрації. Уламки наново зібрали і вивчили. Тоді і було зроблене відкриття: один з уламків мав оригінальний підпис вазописця Полігнота доби V ст. до н. е., який не помітив реставратор XIX століття і затонував під час комерційної реставрації. Відкриття стало приємною несподіванкою, бо до 1995 року науковцям відомі лише два стамноси, пеліка та уламки кратера, підписані Полігнотом. Відтепер до них додалася і реставрована амфора.
- Огюст Роден відвідав Реймський собор після закінчення його реставрації на початку XX ст.

| Я тут неприємно вражений діями реставраторів більш, як ніде. Усі реставрації не що інше, як копії ! Саме тому вони повинні бути категорично засуджені… Копіювання витвору мистецтва заборонено самими настановами мистецтва. Адже реставровані форми завжди і зів'ялі, і жорсткі в один і той же час… О, благаю вас, заради наших предків і заради наших дітей, не руйнуйте більше нічого і не реставруйте ! |
Звичайно, це полемічне висловлення. Але добре відтворює враження відомого скульптора від спостерігання і порівняння оригінальних частин собору і їх невдалого реставраційного відтворення. Оригінальні частини відтворити в соборі — не вдалося.

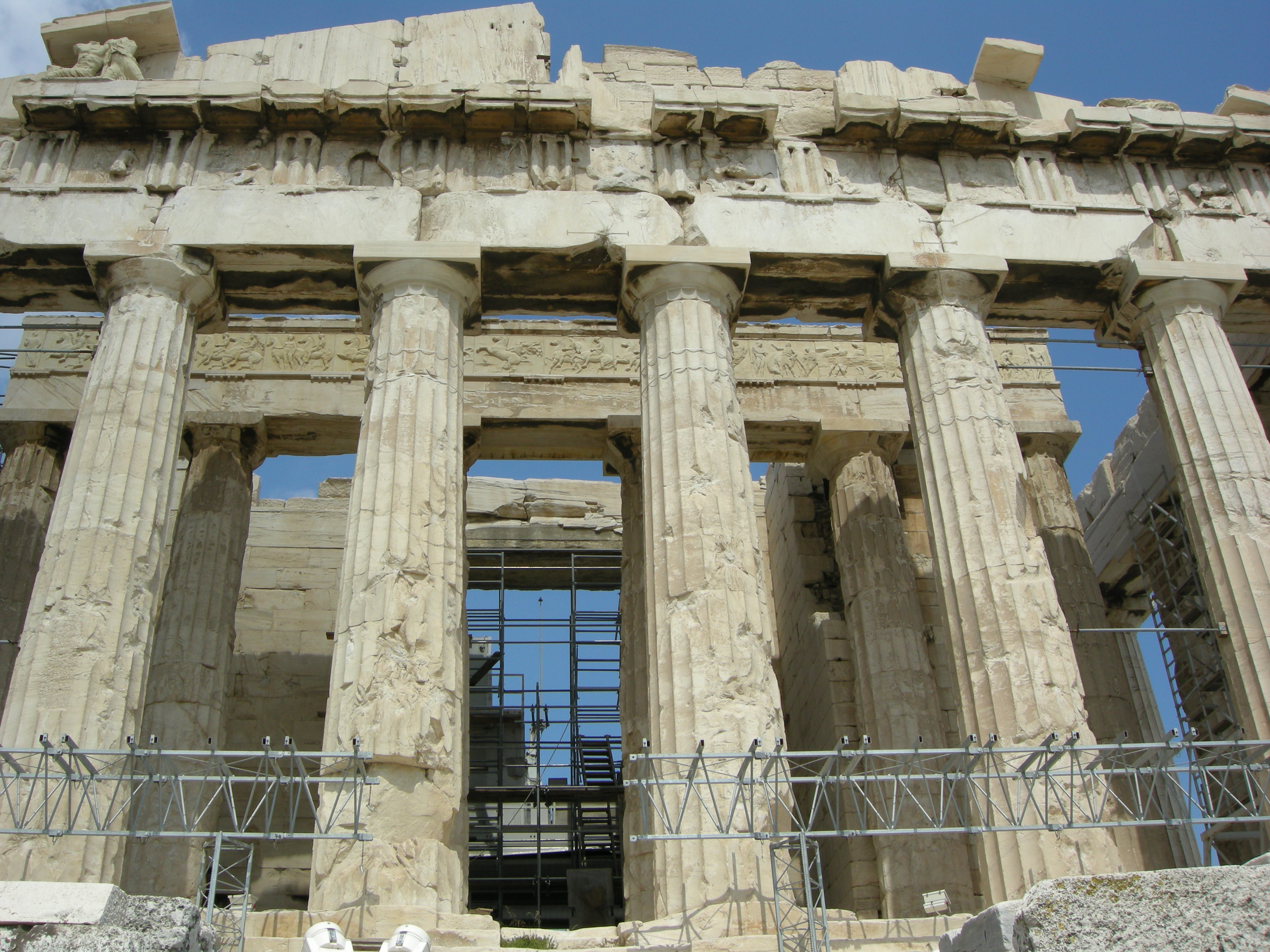
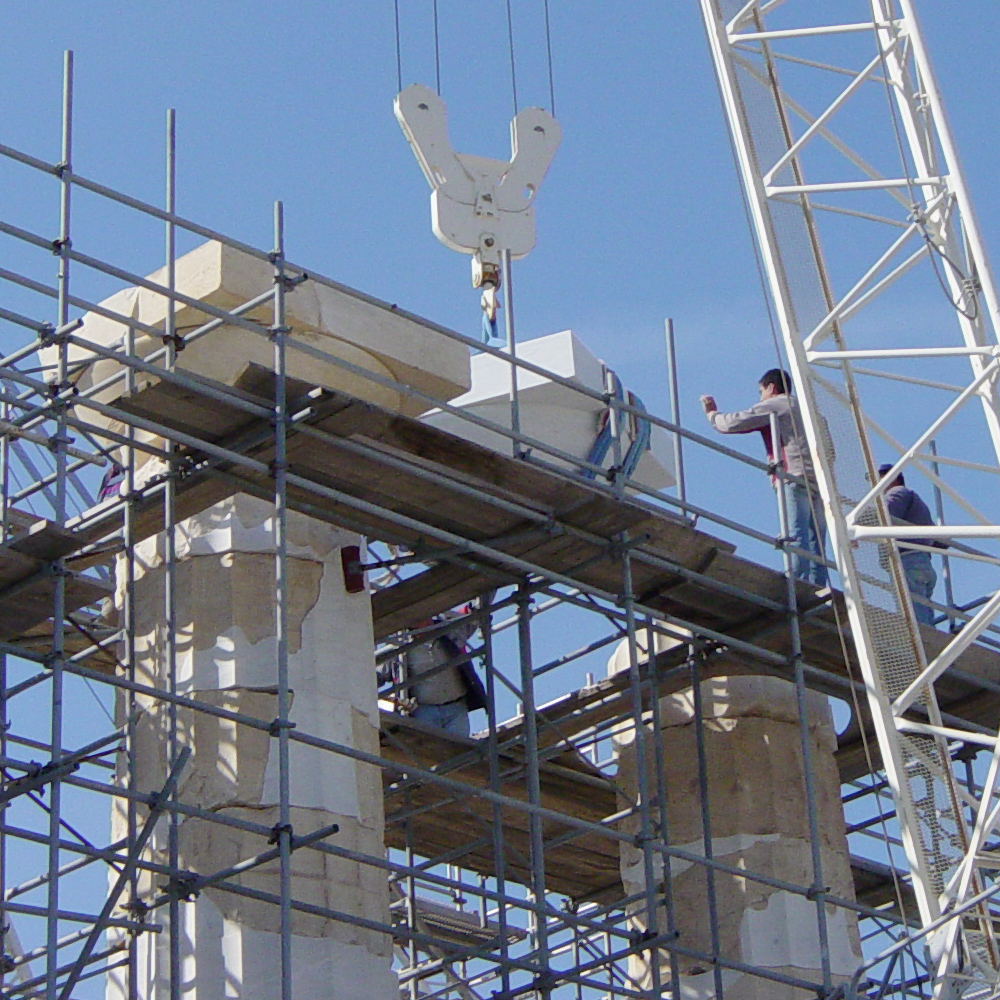
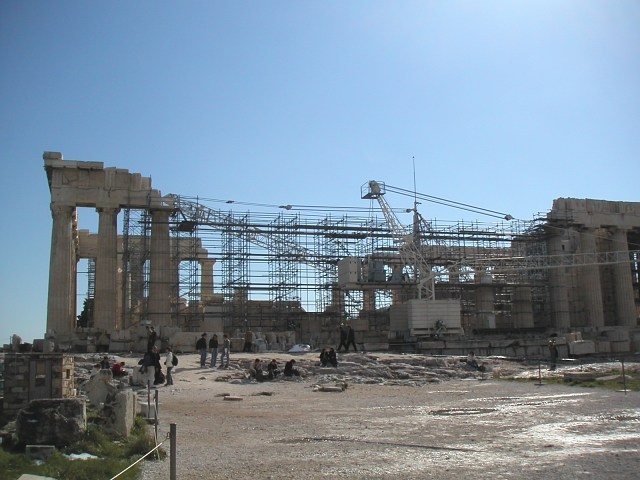

Прийшла звістка про чергову відмову від повного відтворення реставраторами зруйнованого Парфенону в Афінах. Новітні дослідження дали стільки нових даних про храм, що їх повне відтворення визнають неможливим. (Архітектори Іктін та Каллікрат постійно відступали від математично точного відтворення архітектурних деталей. Історики після досліджень побачили і різні абаки капітелей, і «криві» карнизи, і «падаючий» один фронтон, різні відстані колон між собою тощо. Але все це «стає на місце» вже після відступу від реальної споруди на десятки кроків.)

### Три Великі Ідеї реставрації
Як видно, реставрація не була і не буде сталим кодексом незмінних настанов і методик, вони розвиватимуться й надалі. Але три Великі Ідеї реставрації вже визначилися.
- 1) реставрація об'єкта спрямована до максимально близького відновлення його первісного вигляду.
- 2) об'єкт бажано зберегти в максимальній недоторканості (не вносити сучасні штучні додатки. Втручання в історичний матеріал пам'ятки визнається тільки при його максимальному збереженні.)
- 3) вияв і узгодження історичних і художніх властивостей об'єкта. Задум автора пам'ятки повинен бути збереженим, не пошкодженим, не покращеним.

## Реставрація гобеленів

### Сумління важливіше за реставрацію

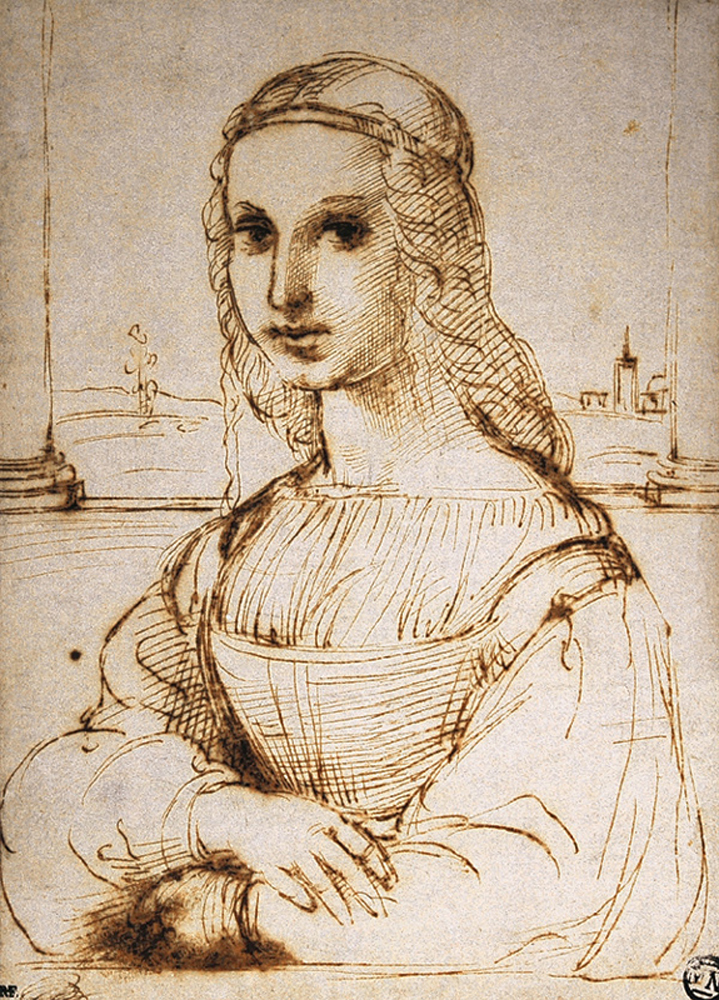
Флорентійська пані. Малюнок Рафаеля Санті, Лувр.
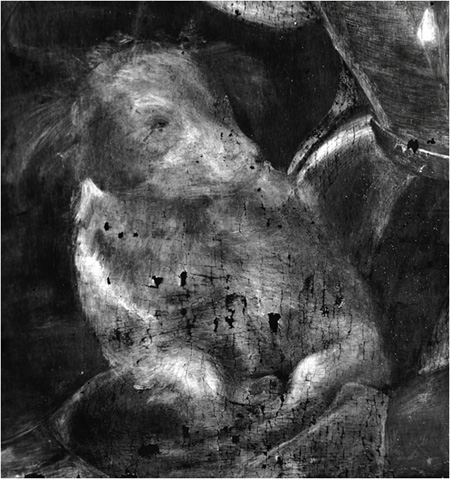
Рентгенівський знімок однорога на картині
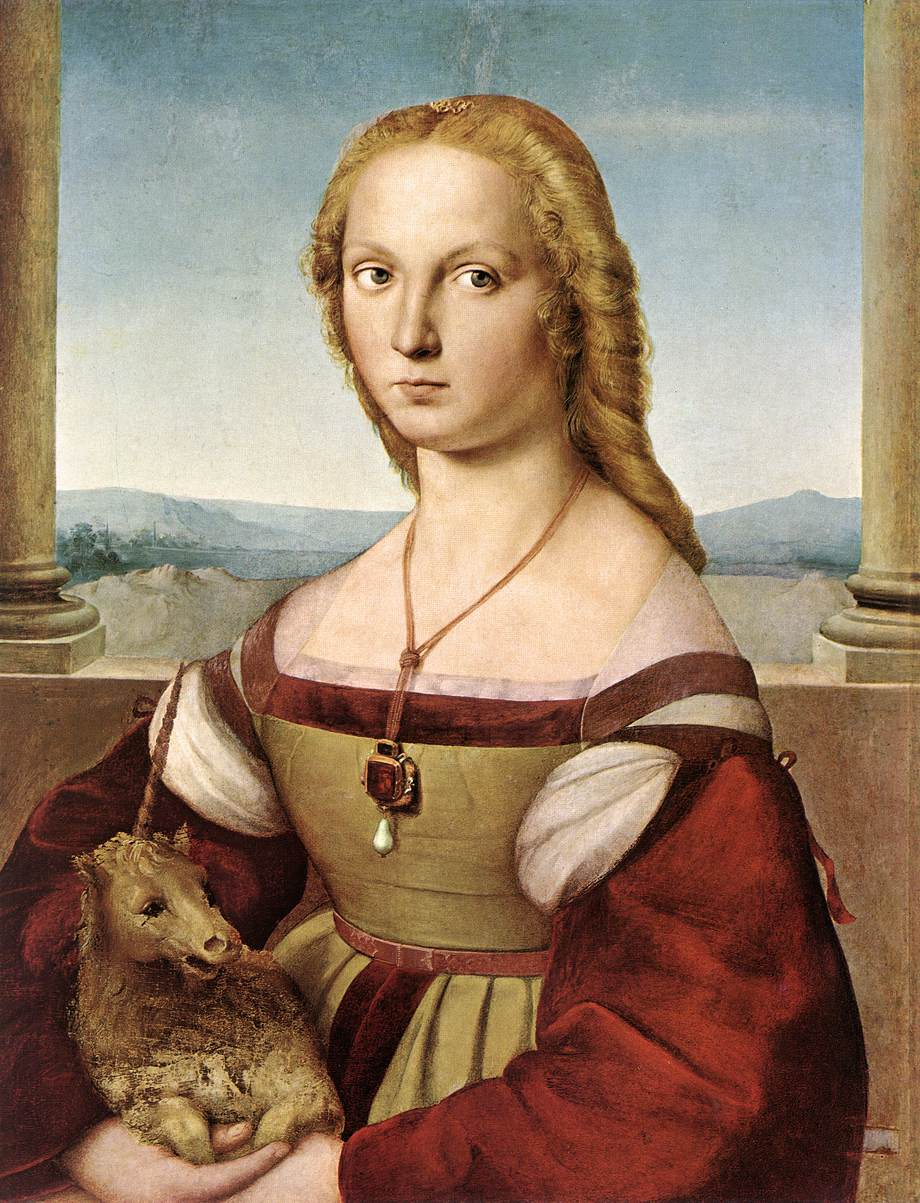
Флорентійська пані з однорогом.

Кожна нова пам'ятка — загадка. Прискіпливе дослідження картини олійними фарбами раптово приводить до усвідомлення нових домішок, використаних автором (нетипові домішки Леонардо да Вінчі, фарби за власними рецептами старих майстрів, комбіновані техніки сучасних художників, забуті рецепти сумішей творців вітражів тощо). В добу готики приховування рецептів фарб було надзвичайно поширеним явищем і надії на документальні джерела — не виправдані. Рецепти фарб в документи тоді — свідомо не вносили.
Відомо, що Рафаель Санті створив портрет невідомої аристократки у Флоренції у 1506 р. Випадково зберігся навіть малюнок художника як штудія майбутньої композиції. Але характеристика моделі в готовій картині стала більш конкретною і навіть різкою при збереженості зовнішньої привабливості особи. Авторство твору до XX століття було втрачене. Тому картину дослідили. Відомий експерт Роберто Лонгі (1890—1970) довів, що портрет належить пензлю Рафаеля. Створили відповідну комісію, що дозволила апаратні методи дослідження і рентген. Тоді і з'ясували, що Рафаель встиг написати лише обличчя, небо, погруддя. Модні рукава сукні дами малював інший художник, що додав також собачку. Її зображення знайшли на рентгені. Хтось третій перемалював песика на однорога, як символ цнотливості зображеної пані. Ще хтось перемалював тварину на шмат колеса, а зображення стало сприйматися образом католицької святої Катерини, яку за легендою катували на колесі. Портрет став релігійним образом. Таким постав твір на початку XX ст.
Реставратори XX століття зняли пізні нашарування, але зупинилися на етапі, коли на колінах пані сидить одноріг. Це водночас портрет пензля Рафаеля і свідоцтво пізніх додатків.
Один з реставраторів Франції відмовився працювати з оригіналом Ватто. Після дослідження картини він визнав свою неспроможність покращити стан полотна і авторського шару. Випадок повинен стати прикладом, бо совість важливіша — за реставрацію. І реставратори можуть не все.

### Новітні підходи до реставрації архітектури

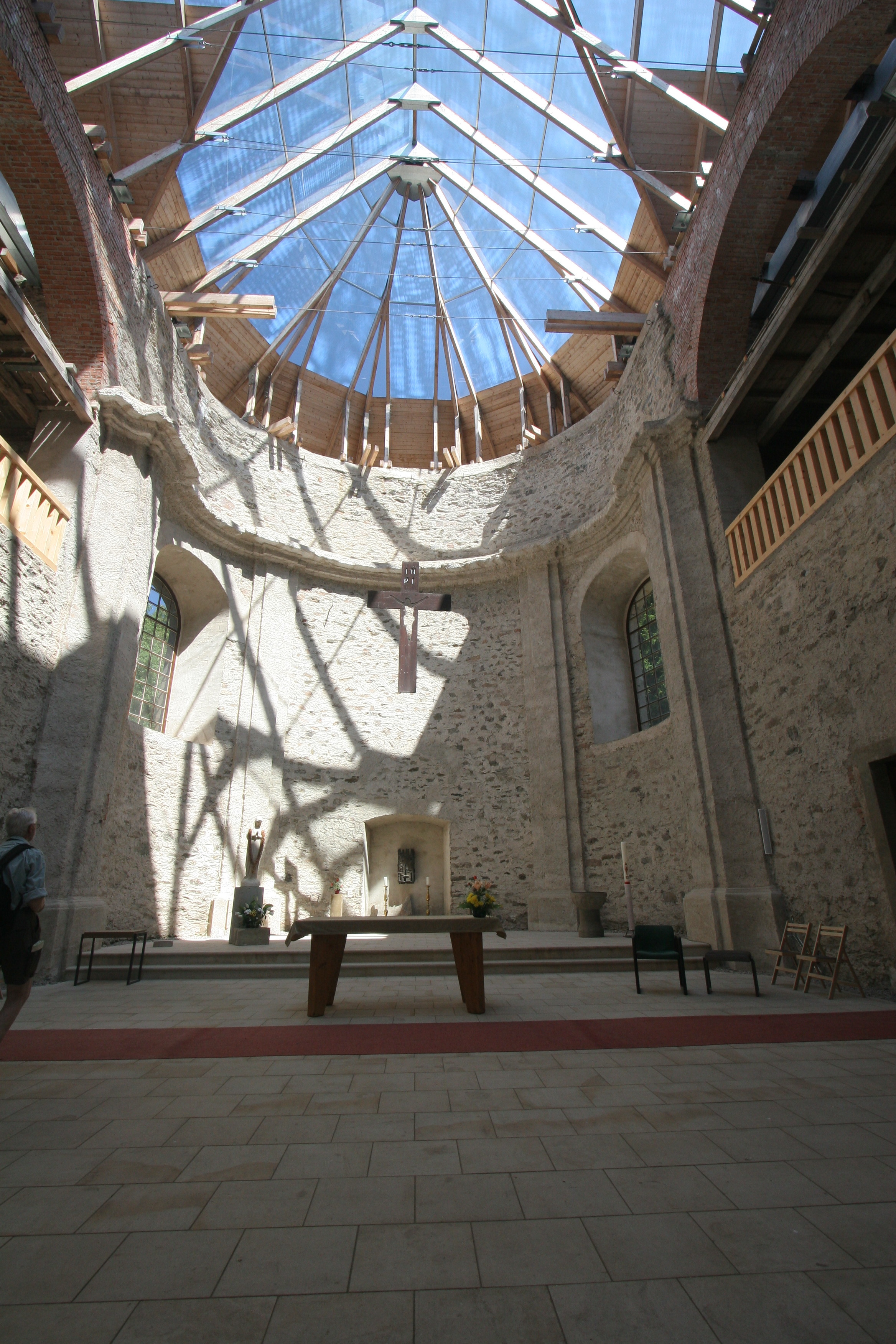
Сучасний скляний дах і вівтар, церква Нанебовзяття Панни Марії, Нератов в Орличих Горах, Чехія
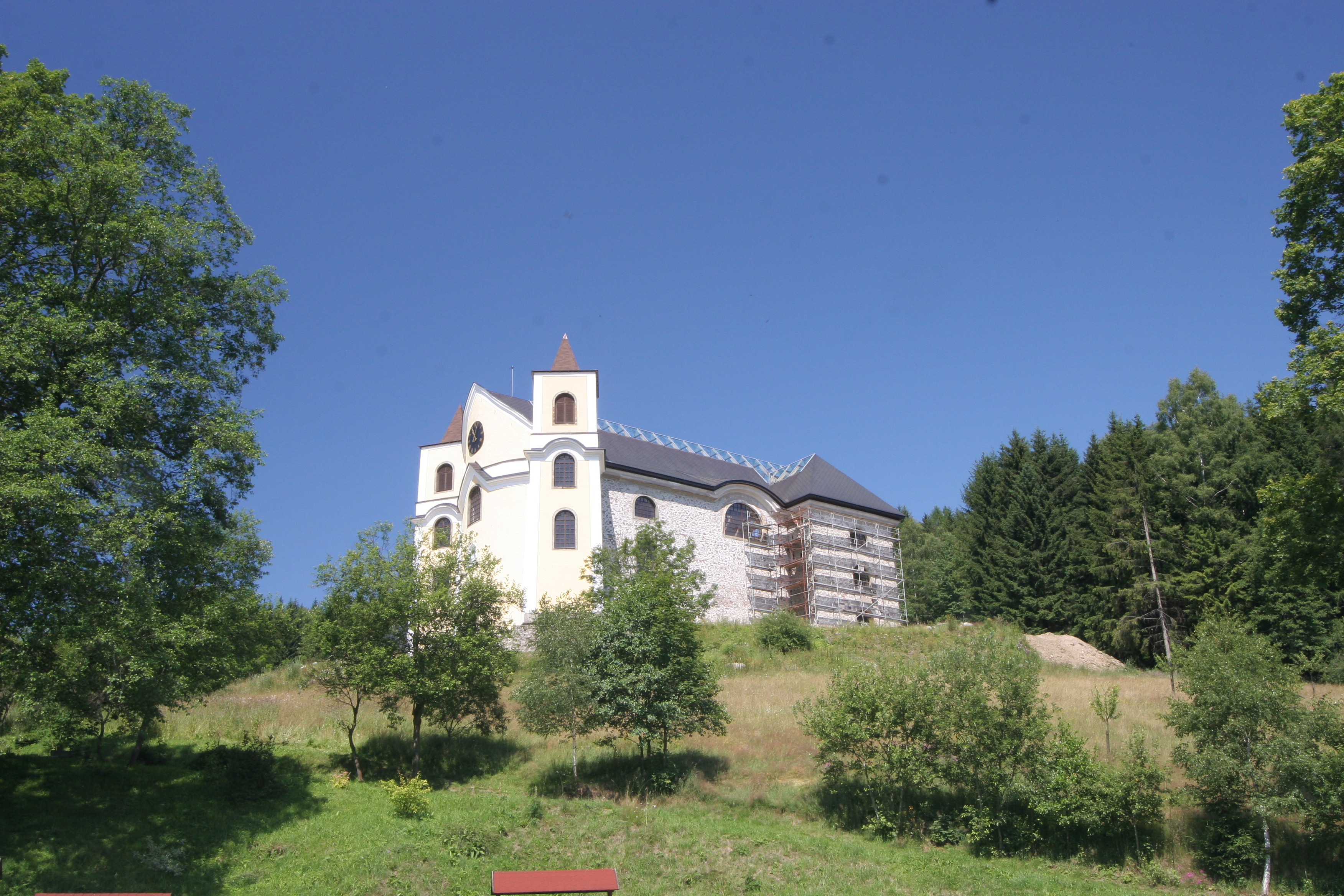
Церква Нанебовзяття Панни Марії, фасади, Нератов в Орличих Горах, Чехія
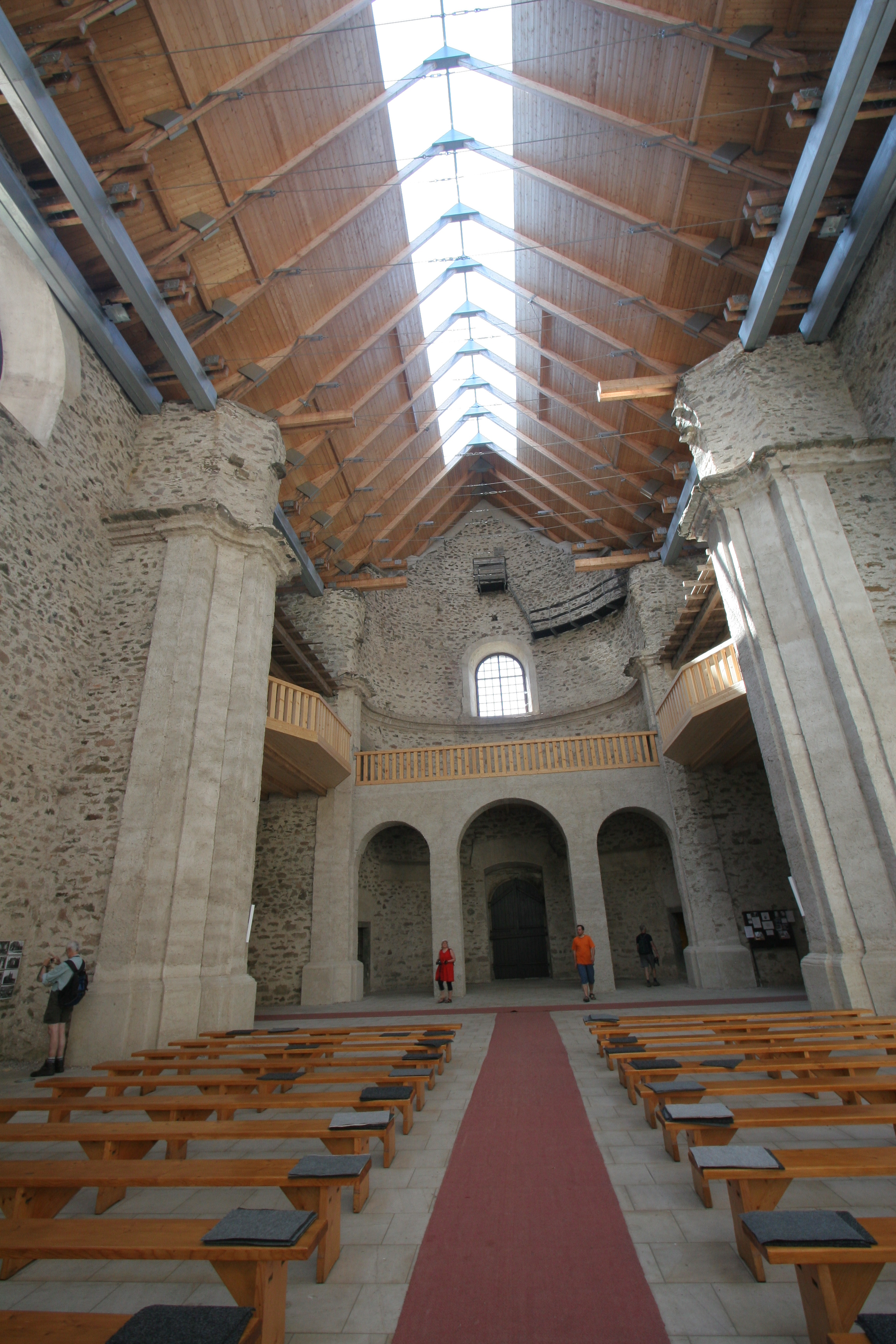
Церква Нанебовзяття Панни Марії, Нератов в Орличих Горах, Чехія

### Невтішна статистика
- У Росії на кінець 2007 року нараховувалось біля семи (7) тисяч садиб (маєтків)-пам'яток історії та архітектури, близько двох третин з них є у руїнах.
- За даними на 2008 41 % історичних будівель Франції потребує реставрації. Адже вони постраждали не тільки від часу, а через війни і з ідеологічних міркувань революціонерів Франції 1789–1793 рр. Тоді били вітражі в соборах 13 століття, рубали голови кам'яним «королям» собору Нотр Дам де Парі, частку соборів розібрали на буд. матеріали.

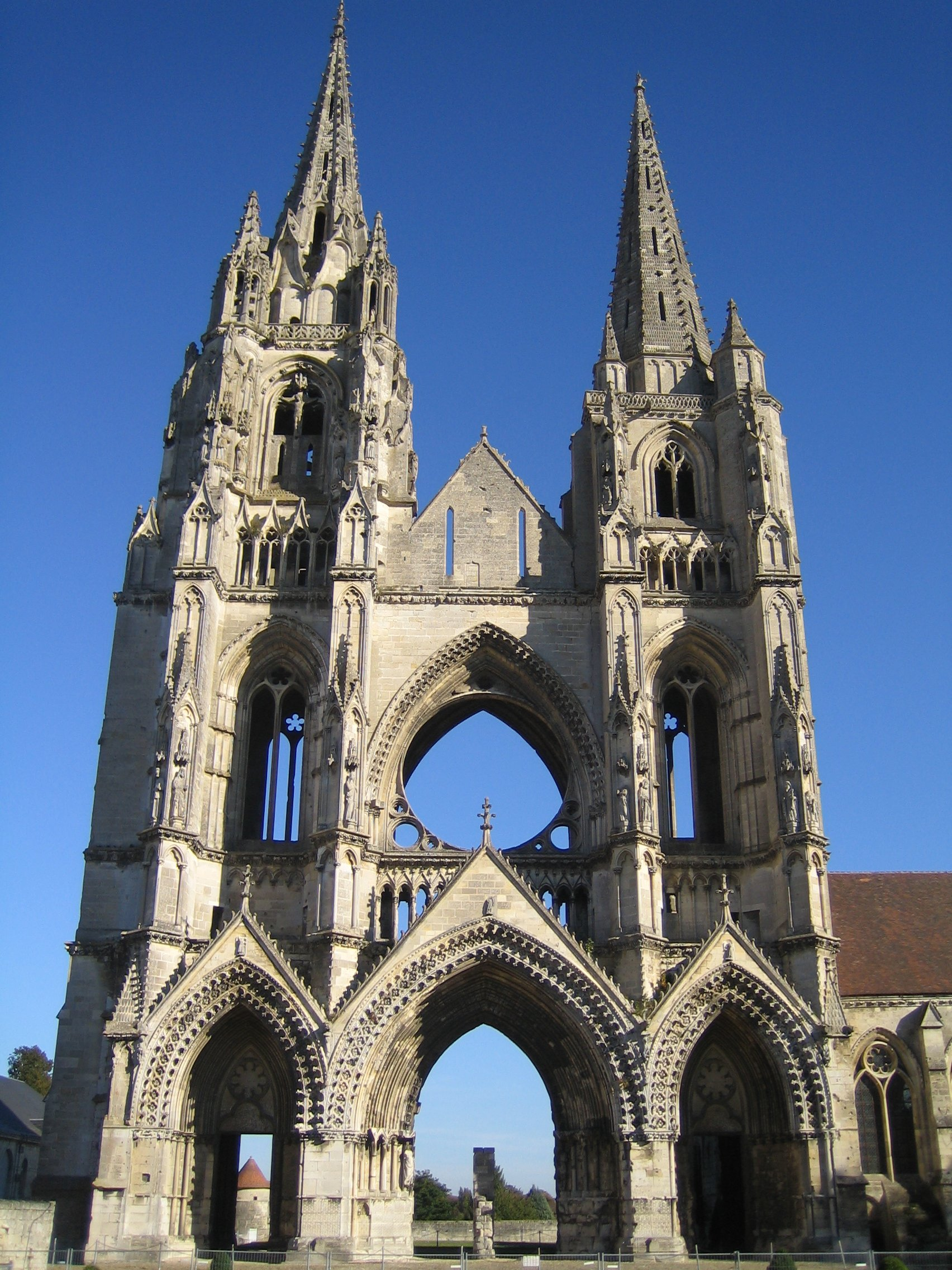
Готичний собор в Суассоні, який не встигли розібрати вщент революціонери 1789–1793 рр. Сучасна консервація, стан на 2005 р.
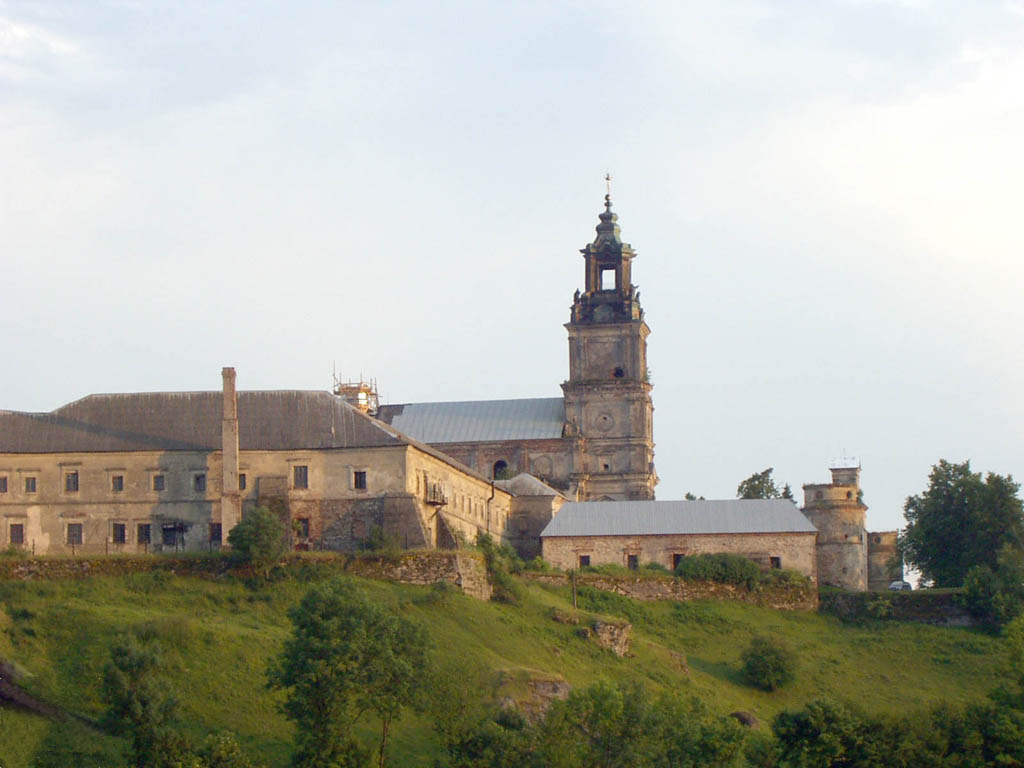
Реставрація монастиря в Підкамені, Україна, теж зруйнованого у 1914–1918 рр., 2009 рік

- Ще на початку XX століття в Закарпатті (Україна) нараховували близько восьмисот (800) дерев'яних церков. Станом на 2008 рік збереглося 120, усі — в аварійному стані. Навіть перенесення в скансени не гарантує реставрації. Музей народної архітектури і побуту України в Пирогові не має власної майстерні з реставрації споруд з дерева, очеретяних і солом'яних стріх, достатньої кількості протипожежного обладнання. Ті ж проблеми в скансені «Шевченківський гай» у Львові.

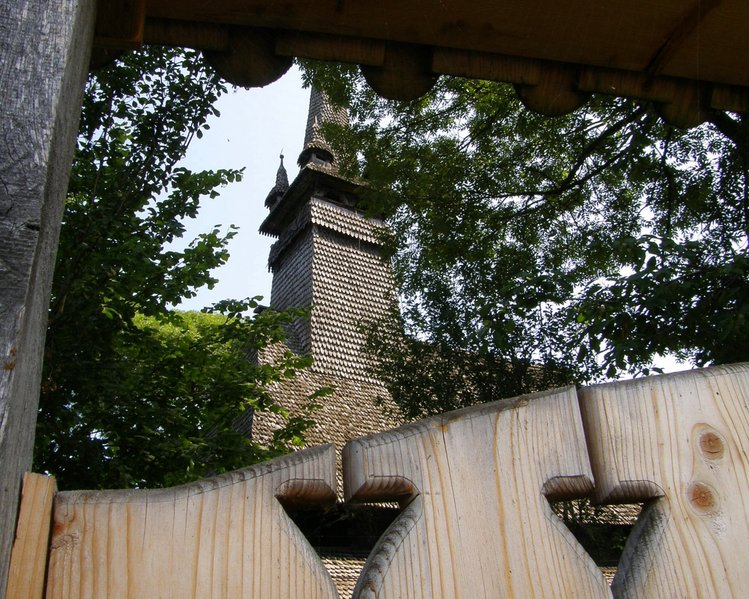
Церква Св. Миколая, 17 ст. село Сокирниця, Хустський р-н
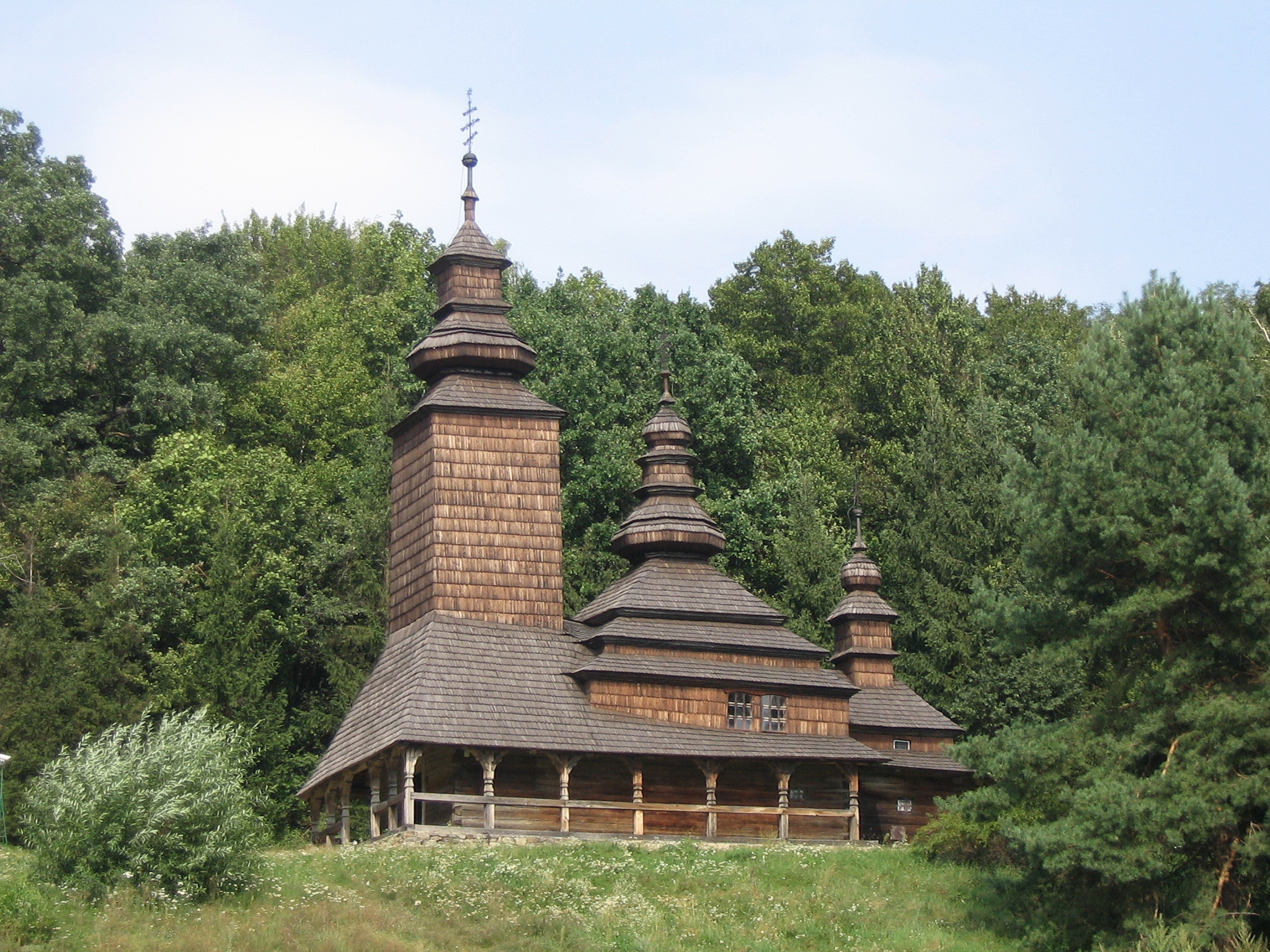
Скансен в Пирогові біля Києва. Церква Св. Покрови з села Канора
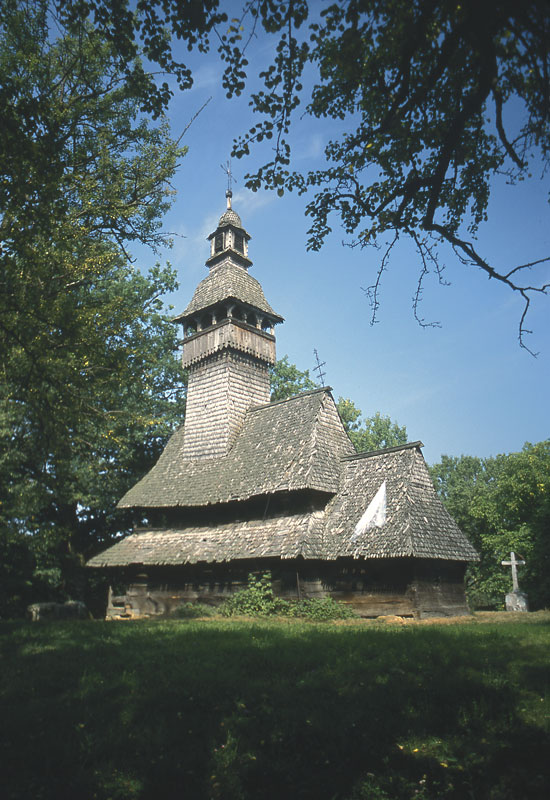
Церква св. Миколи в селі Колодне, Закарпаття

### Розвиток матеріально-технічної бази реставрацій

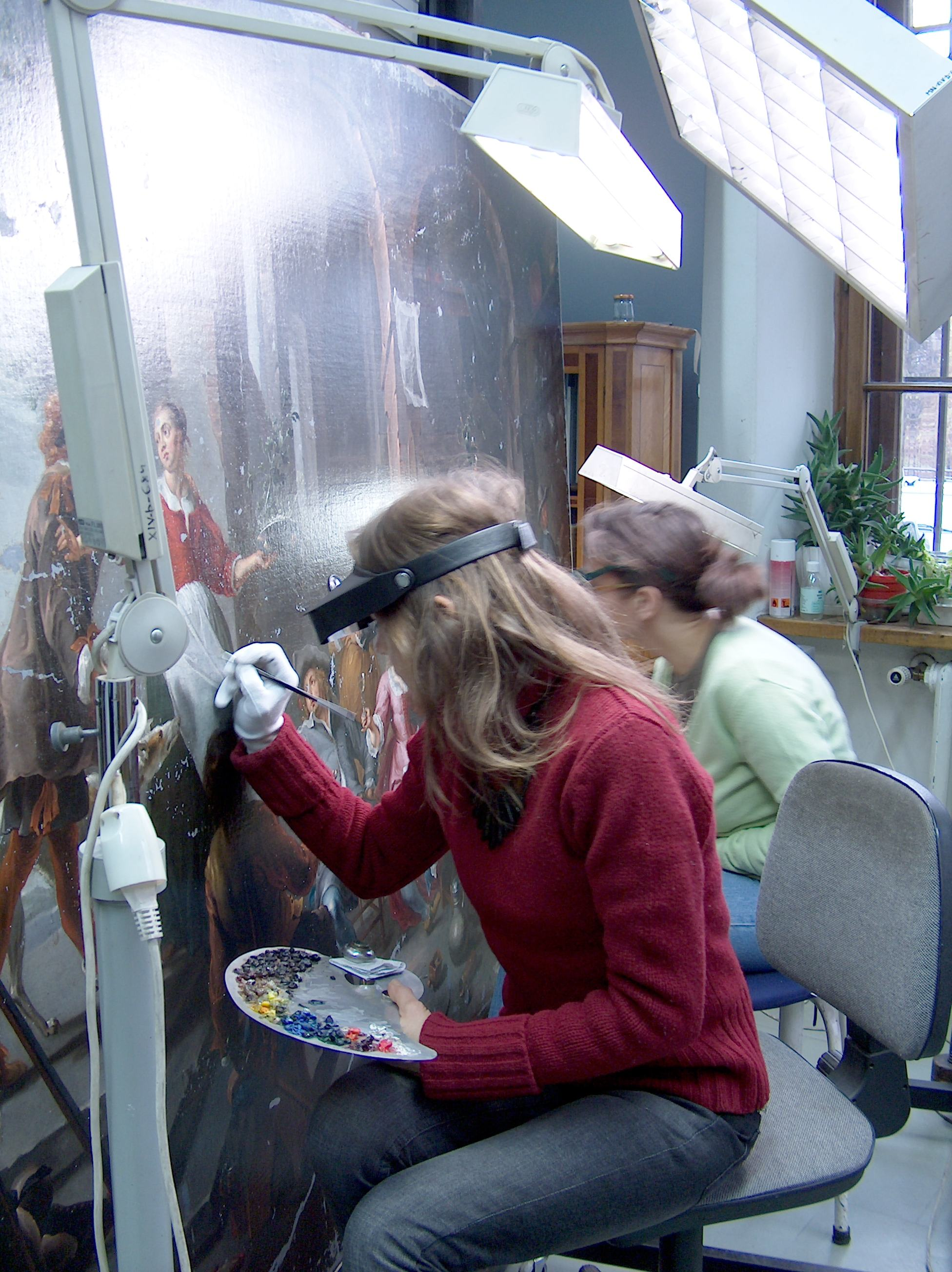
Реставрація олійного живопису в Національному музеї, Варшава, Польща

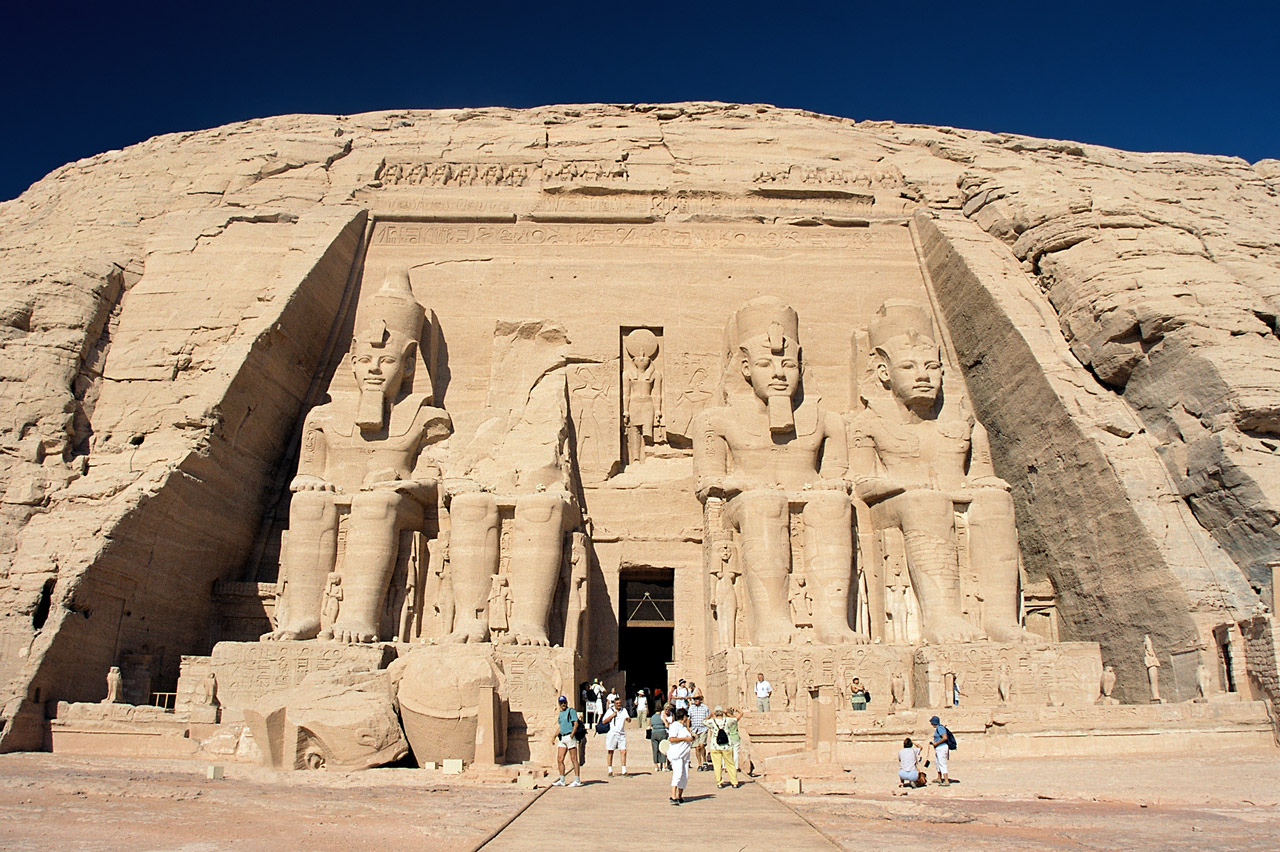
Храм Рамзеса в містечку Абу-Сімбел

Сучасна реставрація неможлива без постійного розвитку її матеріально-технічної бази, її оновлення і вдосконалення. В розвинених капіталістичних державах до реставраційної і дослідницької техніки залучили усі можливі досягнення — вантажна техніка, будівельні крани великої потужності, використання підводних човнів в підводній археології, лазери, волоконна оптика, комп'ютери тощо.
Під час будівництва Висотної Асуанської греблі і рятування храмів і пам'яток історії Єгипту і Судану, до справи залучили ЮНЕСКО і світових науковців і інженерів. Віддати реалізацію проекту на поталу країнам, де більшість населення досі неписьменна, значило б втратити пам'ятки світового значення. Частка споруд була розрізана новітніми пилами, брили оприскані сумішами з гумою задля збереження історичної поверхні, а самі брили перевезені і змонтовані на нових місцях, яким не загрожувало затоплення в повені Нілу. Храм в містечку Аміда, де працювали інженери і науковці Франції, був (після відповідної підготовки) просто перевезений на нове місце цілокупно залізницею.

## Наука для реставраторів

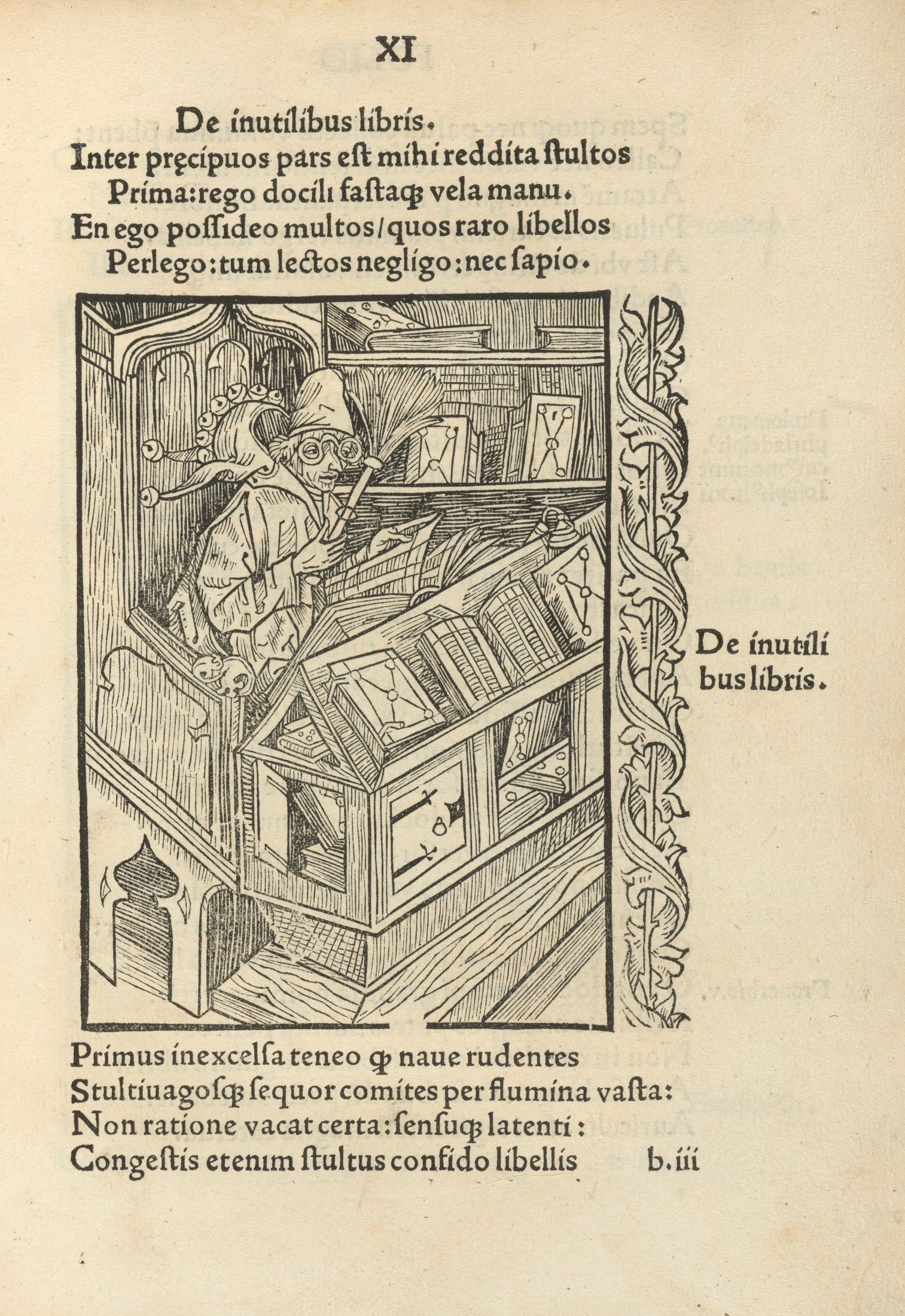
Гравюра з видання «Корабель дурнів», Страсбур, 1497 р.

Серед об'єктів реставрації — писемні джерела і стародруки. Адже сучасна наукова практика надає надзвичайне значення писемним джерелам, згадкам в писемних документах, некоректно роблячи їх головними аргументами в дискусіях. Часто першою йде звістка про писемне джерело, а потім вагомі результати археології, хімічних і апаратних методів досліджень. А бажаний саме комплекс досліджень. А відсутність письмових джерел не скасовує ні наукову вартість археологічних знахідок, ні оригінальність творів мистецтва, ні їх значимість.
Захисту, збереження та реставрації, однак, потребують і писемні джерела. Парадокс в тім, що чим ближче до нас писемне джерело, тим більшого захисту воно потребує. Бо з часом використовують більш дешеві і менш тривкі матеріали (заміна пергаменту папером, використання неякісних різновидів самого паперу, клеїв, чорнил).
Новітні дослідження виявили, що в середньовіччя використовували різні за домішками та кольором чорнила та фарби. Як домішки використовували органічні і природні речовини. Різні кольори отримували, додаючи солі металів — заліза, міді, кобальту, хрому, марганцю. Солі заліза з часом реагують з киснем повітря, дають активні радикали, що просто «ламають», руйнують целюлозу. Але куди агресивнішими є солі міді, хрому, марганцю. Змінює свій сірий колір навіть срібний грифель, яким полюбляв користуватись Леонардо да Вінчі. Колір стає рожевим, що вважалося благодійним для товарного вигляду малюнку. Дешевим замінником срібла пізніше стала сепія.
Запропонована технологія збереження рукописів та стародруків шляхом обробки паперу і чорнил органічними розчинами з лужними додатками та антиоксидантами (гептан та етанол після обробки випаровуються). Контакт з водою — мінімальний, що запобігає змиванню давніх чорнич, адже чорнильні тексти (на жаль) «гаснуть» і без води.

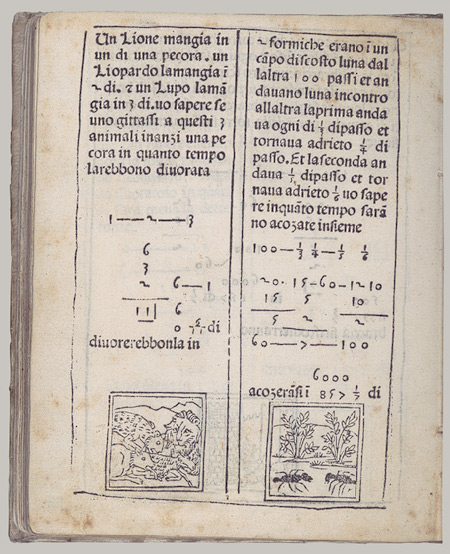
Трактат з арифметики Філіппо Каландрі, 1492 р.
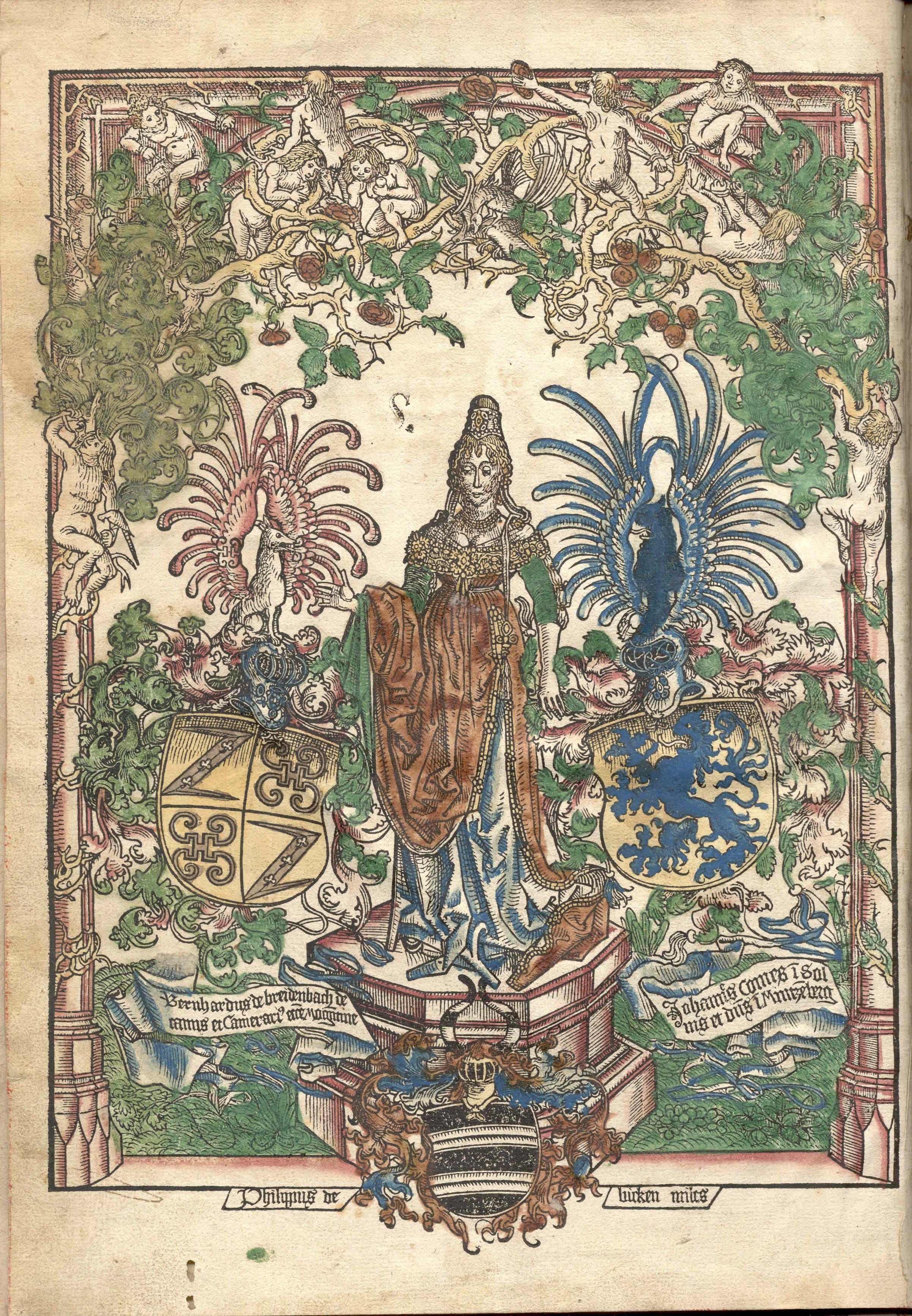
Фронтиспіс видання 1486 р. Бібліотека гімназії Альтона, Гамбург
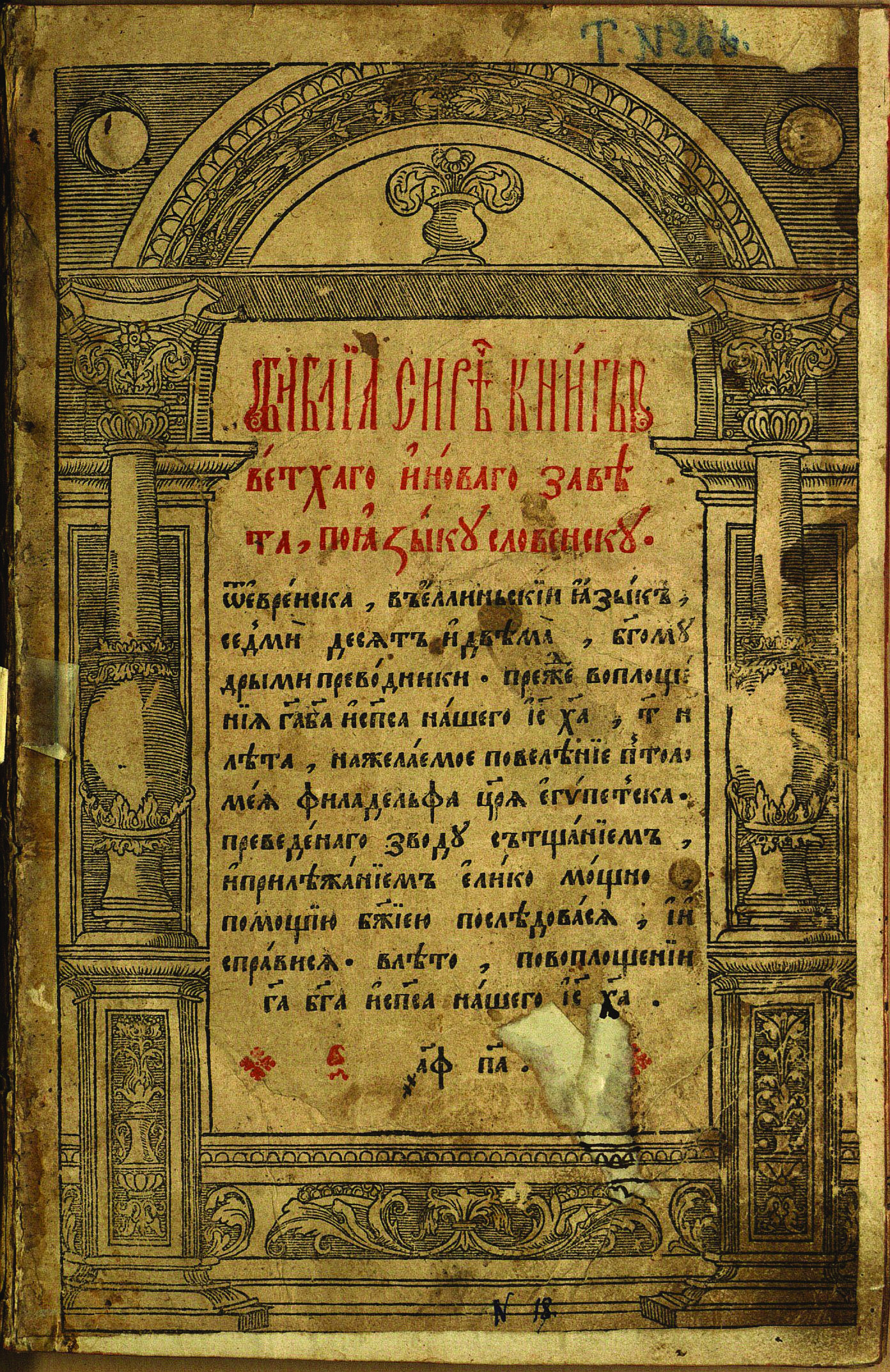
Іван Федоров, Острозька біблія, 1581 р.
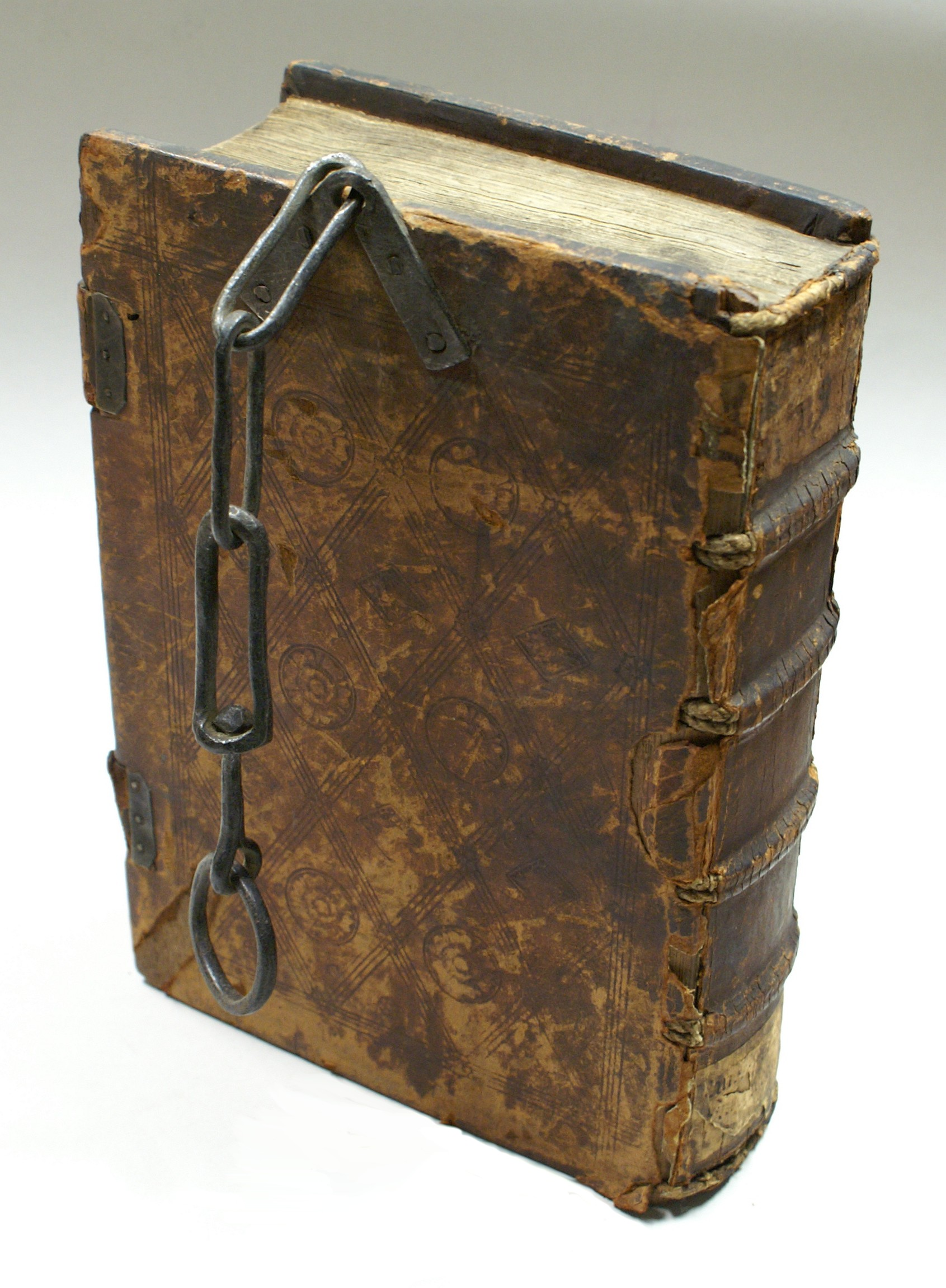
Видання з металевим ланцюгом для запобігання крадіжок.

## Очищення поверхні лазером
Серед нових засобів очищення забруднених поверхонь — очищення лазером (лазерна абляція). Хімічні речовини чи навіть вода, якими користувалися роками — придатні не для кожного твору. В пригоді став і лазерний пристрій, створений у флорентійському інституті фізики. Опромінювання лазерним імпульсом низької напруги ведуть спеціальним пристроєм, що створює над поверхнею забрудненого твору хмарку так званої слабкої плазми. Вона і випалює бруд. Методику вже вдало використали у місті Флоренція, де безліч творів мистецтва, що потребують реставрації і очищення поверхні. Серед очищених новим засобом творів — металеві поверхні рельєфів Лоренцо Гіберті та відома скульптура Донателло — «Давід».
Проведені експерименти з зануренням дрібних речей у воду і опроміненням їх лазером під водою без механічної чистки. Засіб спрацював, але дав побічний ефект — нагрівалася і сама вода. Тобто, засіб має власні обмеження — так чистять лише стародавні монети, медалі та металеві скульптури. Свої обмеження має й очищення лазером живопису старих майстів, які неможливо розміщати у воді. Але розробляється нешкідлива технологія очищення, випробувана на фресках. На черзі — очищення деяких творів Сандро Боттічеллі, сповістив журнал Accounts of Chemical Research.

## Історія  реставрації

### В Україні між 1945 і 1991 роками
Після Другої світової війни 1941–1945 рр. на теренах України більша кількість історичних споруд була зруйнована. Рада Міністрів УРСР з 1946 р. утворила спец. Трест із будівництва монументів і реставрації пам'яток архітектури — «Будмонумент». Від нього пізніше пішла корпорація «Укрреставрація». У складі Тресту «Будмонумент» і були створені спеціалізовані майстерні:
- Архітектурно-проектна
- Скульптурна
- Монументального живопису
- Реставраційна тощо.

Питання про ліцензування їх праці за часів УРСР не стояло, бо вони були державними монополіями.

### В Україні часів незалежності

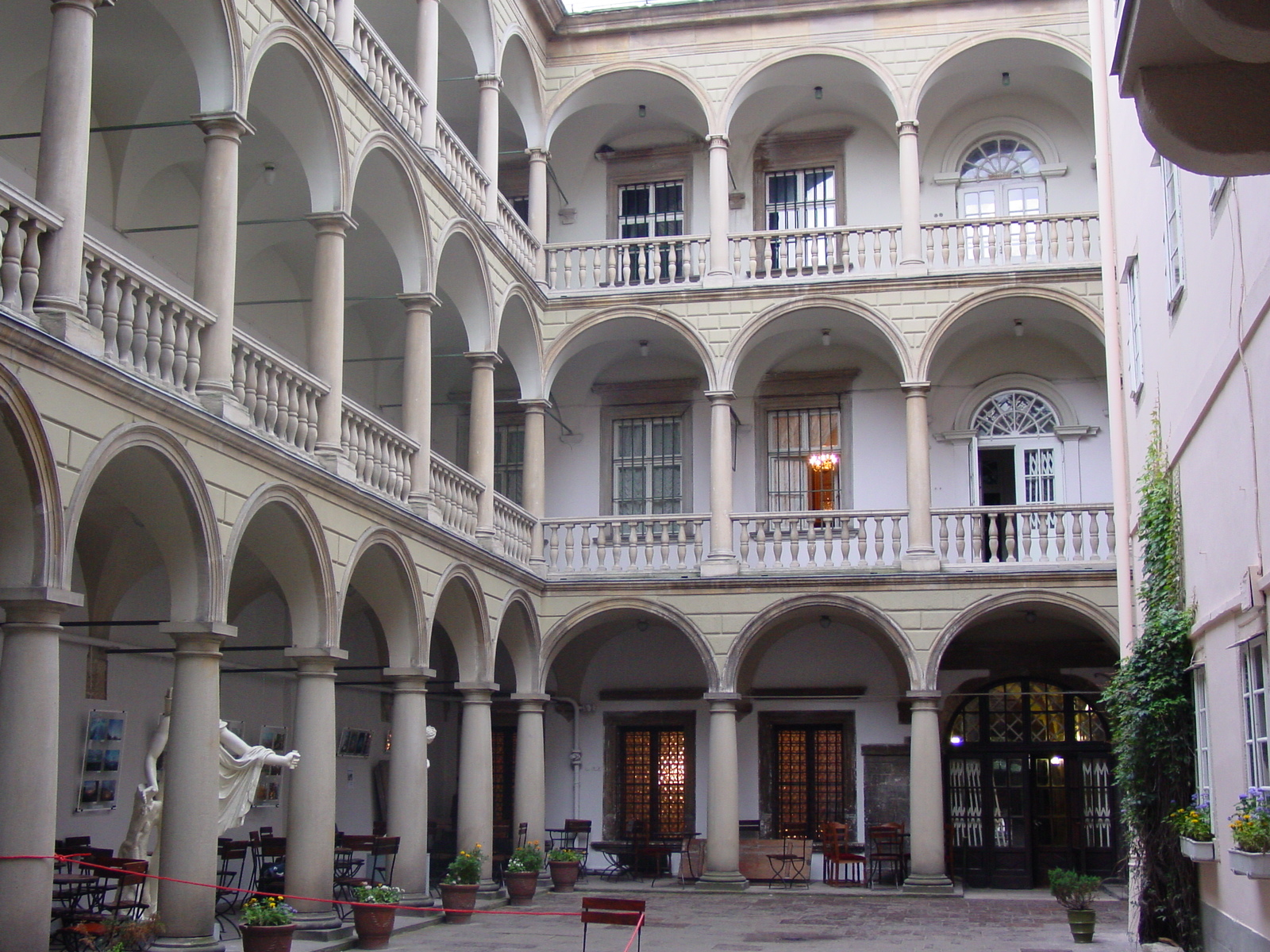
Дворик Львівського Історичного музею.

За даними ННДРЦУ в Україні налічується близько 200 атестованих реставраторів. Підготовка кваліфікованого реставратора триває близько 12 років. Раз на п'ять років реставратори мають підтверджувати свою кваліфікацію.
Реставраційні майстерні зосереджені переважно у великих містах. Найбільшим осередком реставраційної справи є Національний науково-дослідний реставраційний центр України, який, крім Києва, має свої філії у Львові, Одесі, Харкові.
Нерухомими пам'ятками опікуються Реставраційні майстерні Мінбуду з філіями у Львові, Сімферополі, Одесі. При Національному Києво-Печерському історико-культурному заповіднику діє Науково-дослідний центр реставрації та експертизи творів мистецтва; при великих музеях працюють майстерні. Реставраційна майстерня чисельністю близько 40 співробітників працює у складі Національного музею ім. Андрія Шептицького у Львові. Однак в окремих регіонах становище з реставрацією критичне. Так, у Дніпропетровській та Чернігівській областях працює лише по одному реставратору.
Чотири томи «Памятников градостроительства и архитектуры УССР», що були надруковані російською у 1983–1986 рр. давно не відповідають сучасним вимогам, були порізані радянською цензурою, мають навмисне замовчані сторінки і суттєві недоліки.
Однак в Україні видано 2 томи «Зводу пам'яток Києва». В Ужгороді історик Степан Пеняк підготував видання «Зводу пам'яток історії та культури Закарпатської області», якого не мають, наприклад, в Угорщині.
Не найкращий стан і в Росії, де праця над складанням Довідника пам'яток архітектури і монументального мистецтва була розпочата ще за часів СРСР и не доведена до кінця і нині.

Євангеліє — тетр. Кінець XVI ст.

### Деякі факти
- Для реставрації українських стародруків Львівський історичний музей отримав реставраційне обладнання (вакуумні столи, верстати, прес). Всі вони розроблені вітчизняним ВАТ «Український науково-дослідний інститут поліграфічної промисловості ім. Т. Шевченка», адже стародруки в поганому стані. Акція стала можливою за сприяння регіональної програми реставрації стародруків Львівської обласної ради у 2008 р.
- Розпочата співпраця України з реставраторами Польщі в межах проекту «Спільна спадщина», роботи йдуть переважно у м. Львів.
- В Україні не створено закладу, майстерні, фірми, що б опікувалась музейним обладнанням. А закордонні — надзвичайно коштовні для малих бюджетів музеїв.
- В місті Полтава у 2010 р. завершена реставрація-відновлення різьбленого іконостасу доби бароко XVIII ст. для Хрестовоздвиженського монастиря. Праця над відновленням тривала 15 років, її здійснив різьбяр Роман Ругалов. Розміри іконостасу — 15 м і 17,6 м заввишки.
- Відреставровані і повернуті до майже повноцінного життя палац Любомирських (Дубно) на Рівненщині, палац Розумовського у Батурині Чернігівської області.
- Створений Департамент підводної спадщини Інституту археології НАН України. Почали надходити артефакти з дна морів та річок, а це — вимоги до знесолення об'єктів, обробки речей з органічних матеріалів, їх консервації, підготовки до експонування. Час за рештою нових підходів до проблем, до опанування новими засобами реставрації, до залучення нових коштів (і державних, і приватних).